# Magyarország védett állatai
Magyarországon a vadon élő állatok védelmét az 1996. évi LIII. törvény szabályozza, eszerint:
Tilos a védett állatfajok egyedének zavarása, károsítása, kínzása, elpusztítása, szaporodásának és más élettevékenységének veszélyeztetése, lakó-, élő-, táplálkozó-, költő-, pihenő- vagy búvóhelyeinek lerombolása, károsítása.
A védett állatfajok listáját a 13/2001. (V. 9.) Környezetvédelmi Minisztériumi rendelet 2. melléklete tartalmazza, valamint meghatározza a feltételeket, amelyek fennállása esetén egyes fajok gyérítése vagy riasztása a védettsége ellenére megengedhető.
A védett fajokat a szócikk tudományos név, magyar név és természetvédelmi érték szerint listázza.

## Puhatestűek(Mollusca)

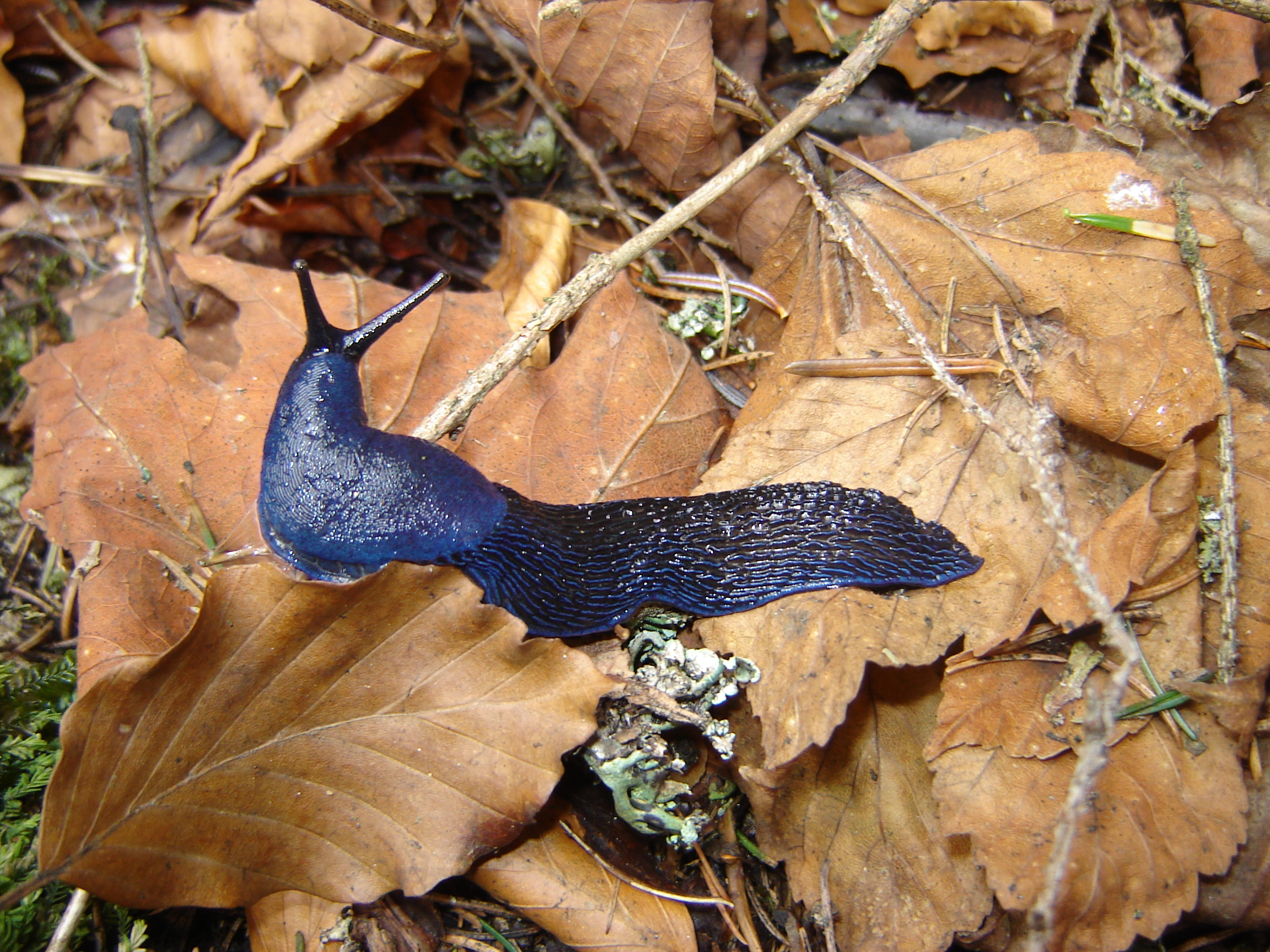
Kék meztelencsiga.

### Kagylók(Bivalvia)
| Tudományos név           | Magyar elnevezés   | Természetvédelmi érték |
| ------------------------ | ------------------ | ---------------------- |
| Pseudanodonta complanata | lapos tavikagyló   | 5000 Ft                |
| Unio crassus             | tompa folyamkagyló | 10 000 Ft              |

### Csigák(Gastropoda)
| Tudományos név                                   | Magyar elnevezés                  | Természetvédelmi érték |
| ------------------------------------------------ | --------------------------------- | ---------------------- |
| Amphimelania holandri                            | szávai vízicsiga                  | 10 000 Ft              |
| Anisus vorticulus                                | apró fillércsiga (kis lemezcsiga) | 5000 Ft                |
| Bielzia coerulans                                | kék meztelencsiga                 | 5000 Ft                |
| Borysthenia naticina (Valvata naticina)          | kúpos kerekszájúcsiga             | 5000 Ft                |
| Bythiospeum hungaricum (Paladilhia hungarica)    | magyar vakcsiga                   | 10 000 Ft              |
| Cellariopsis deubeli (Oxychilus orientalis)      | keleti kristálycsiga              | 5000 Ft                |
| Cepaea hortensis                                 | kerti csiga                       | 5000 Ft                |
| Cepaea nemoralis                                 | ligeti csiga                      | 5000 Ft                |
| Chilostoma banaticum (Drobacia banatica)         | bánáti csiga                      | 50 000 Ft              |
| Cochlodina cerata                                | sima orsócsiga                    | 10 000 Ft              |
| Cochlodina orthostoma                            | kis orsócsiga                     | 10 000 Ft              |
| Discus ruderatus                                 | barna korongcsiga                 | 5000 Ft                |
| Ena montana                                      | hegyi csavarcsiga                 | 5000 Ft                |
| Fagotia daudebartii (Fagotia acicularis)         | folyamcsiga                       | 5000 Ft                |
| Fagotia esperi                                   | pettyescsiga                      | 5000 Ft                |
| Helix lutescens                                  | ugarcsiga                         | 5000 Ft                |
| Helix pomatia                                    | éticsiga                          | 2000 Ft                |
| Isognomostoma isognomostoma                      | háromfogú csiga                   | 10 000 Ft              |
| Kovacsia kovacsi (Hygromia kovacsi)              | dobozi pikkelyescsiga             | 100 000 Ft             |
| Lozekia transsylvanica (Hygromia transsylvanica) | erdélyi pikkelyescsiga            | 10 000 Ft              |
| Mediterranea depressa (Oxychilus depressus)      | lapos kristálycsiga               | 5000 Ft                |
| Monachoides vicinus (Perforatella vicinus)       | pikkelyes csiga                   | 5000 Ft                |
| Oligolimax annularis (Phenacolimax annularis)    | gyűrűs üvegcsiga                  | 10 000 Ft              |
| Orcula dolium                                    | hordócsiga                        | 5000 Ft                |
| Pagodulina pagodula                              | pagodacsiga                       | 5000 Ft                |
| Perforatella bidentata                           | nagyfogú csiga                    | 5000 Ft                |
| Perforatella dibothrion                          | dibothrion-csiga                  | 5000 Ft                |
| Petasina unidentata (Trichia unidentata)         | egyfogú szőröscsiga               | 10 000 Ft              |
| Pomatias elegans                                 | nyugati ajtóscsiga                | 10 000 Ft              |
| Pomatias rivulare                                | keleti ajtóscsiga                 | 50 000 Ft              |
| Ruthenica filograna                              | karcsú orsócsiga                  | 5000 Ft                |
| Sadleriana pannonica                             | tornai patakcsiga                 | 10 000 Ft              |
| Spelaeodiscus triarius                           | észak-kárpáti csiga               | 5000 Ft                |
| Theodoxus danubialis                             | rajzos bödöncsiga                 | 10 000 Ft              |
| Theodoxus prevostianus                           | fekete bödöncsiga                 | 100 000 Ft             |
| Theodoxus transversalis                          | sávos bödöncsiga                  | 50 000 Ft              |
| Trichia lubomirskii                              | Lubomirski-csiga                  | 5000 Ft                |
| Trichia striolata                                | nagy szőröscsiga                  | 5000 Ft                |
| Vertigo angustior                                | harántfogú törpecsiga             | 5000 Ft                |
| Vertigo moulinsiana                              | hasas törpecsiga                  | 5000 Ft                |
| Vestia gulo                                      | sudár orsócsiga                   | 5000 Ft                |
| Vestia turgida                                   | dagadt orsócsiga                  | 10 000 Ft              |

## Ízeltlábúak(Arthropoda)

### Rákok(Crustacea)

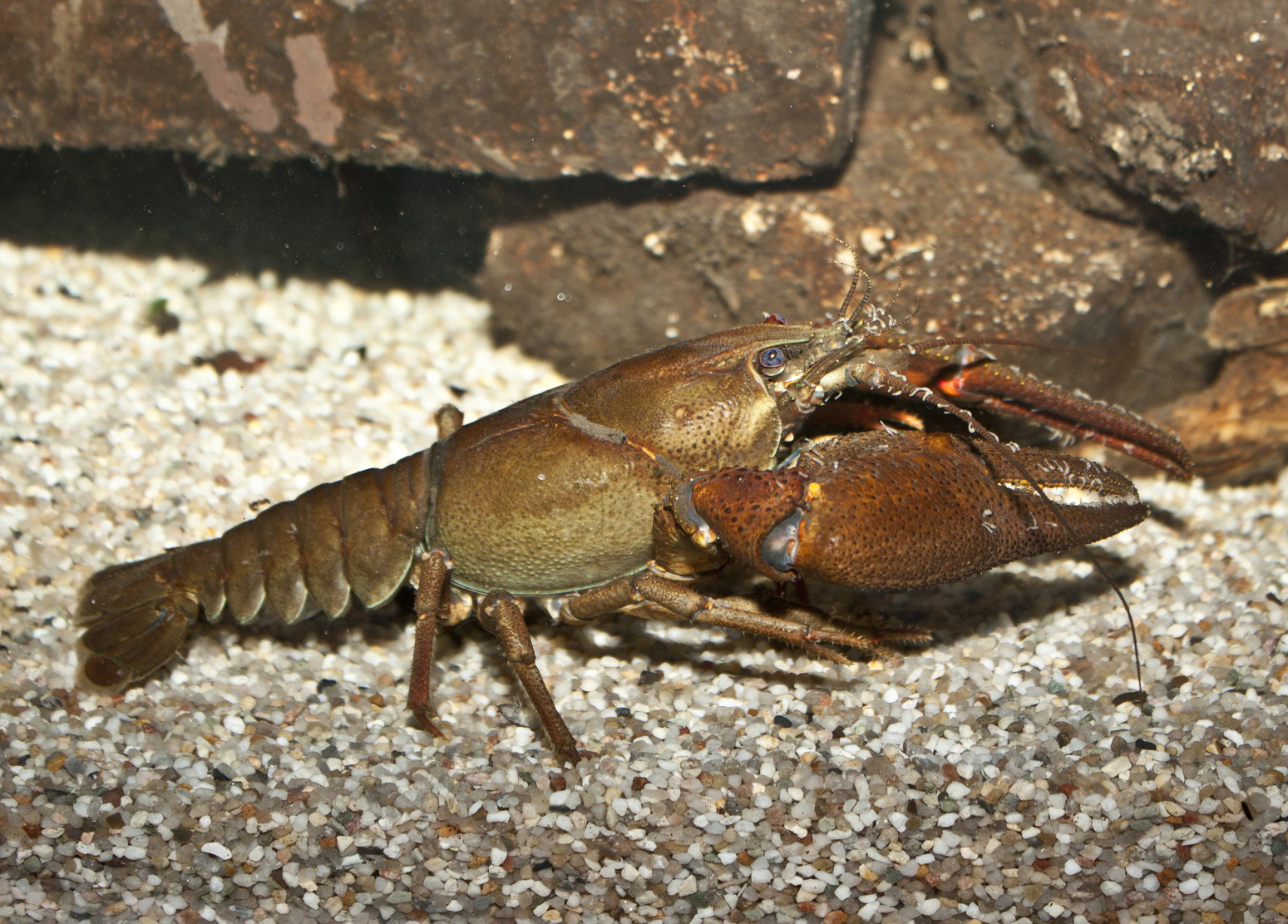
Folyami rák

| Tudományos név              | Magyar elnevezés | Természetvédelmi érték |
| --------------------------- | ---------------- | ---------------------- |
| Astacus astacus             | folyami rák      | 50 000 Ft              |
| Astacus leptodactylus       | kecskerák        | 50 000 Ft              |
| Austropotamobius torrentium | kövi rák         | 50 000 Ft              |

### Százlábúak(Chilopoda)
| Tudományos név        | Magyar elnevezés  | Természetvédelmi érték |
| --------------------- | ----------------- | ---------------------- |
| Scolopendra cingulata | öves szkolopendra | 10 000 Ft              |

### Pókok(Araneae)
| Tudományos név        | Magyar elnevezés     | Természetvédelmi érték |
| --------------------- | -------------------- | ---------------------- |
| Araneus grossus       | óriás-keresztespók   | 5000 Ft                |
| Argiope lobata        | karéjos keresztespók | 5000 Ft                |
| Argyroneta aquatica   | búvárpók             | 5000 Ft                |
| Atypus affinis        | tölgyestorzpók       | 5000 Ft                |
| Atypus muralis        | kövi torzpók         | 5000 Ft                |
| Atypus piceus         | szurkos torzpók      | 5000 Ft                |
| Dolomedes fimbriatus  | szegélyes vidrapók   | 5000 Ft                |
| Dolomedes plantarius  | parti vidrapók       | 5000 Ft                |
| Eresus cinnaberinus   | bikapók              | 5000 Ft                |
| Lycosa singoriensis   | szongáriai cselőpók  | 5000 Ft                |
| Lycosa vultuosa       | pokoli cselőpók      | 5000 Ft                |
| Nemesia pannonica     | magyar aknászpók     | 10 000 Ft              |
| Tetragnatha reimoseri | farkos állaspók      | 5000 Ft                |
| Tetragnatha shoshone  | rejtett állaspók     | 5000 Ft                |
| Tetragnatha striata   | nádi állaspók        | 5000 Ft                |
| Trebacosa europaea    | európai ál-kalózpók  | 10 000 Ft              |

### Rovarok(Insecta)

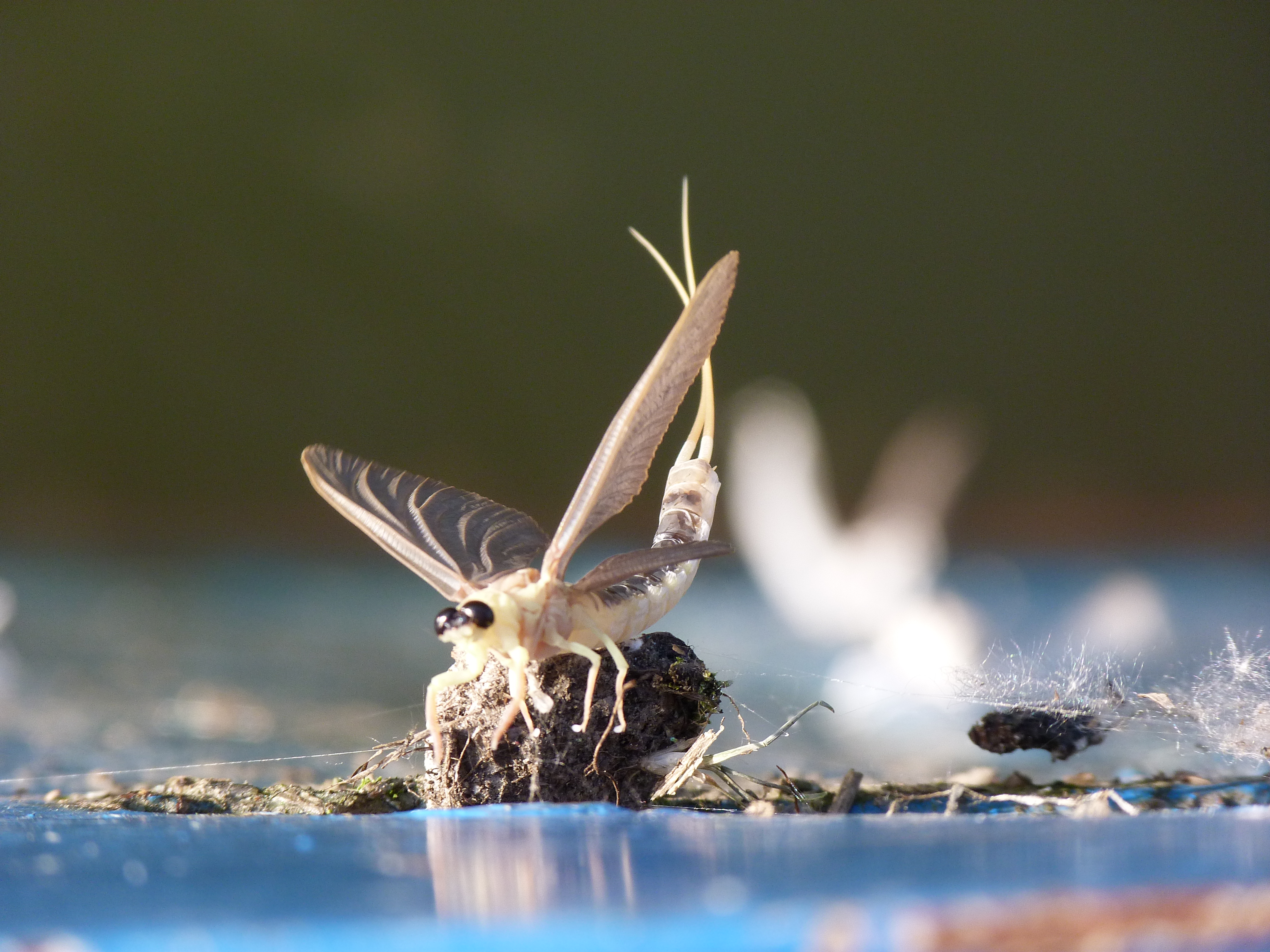
A tiszavirág nevű kérész (Palingenia longicauda)

#### Kérészek(Ephemeroptera)
| Tudományos név                 | Magyar elnevezés                   | Természetvédelmi érték |
| ------------------------------ | ---------------------------------- | ---------------------- |
| Ametropus fragilis             | vágotthasú kérész                  | 5000 Ft                |
| Brachycercus europaeus         | rövidhátú paránykérész             | 5000 Ft                |
| Ephemerella mesoleuca          | fehérfoltú kérész                  | 5000 Ft                |
| Eurylophella karelica          | karéliai kérész                    | 100 000 Ft             |
| Isonychia ignota               | vastagkarmú kérész                 | 10 000 Ft              |
| Neoephemera maxima             | rábai kérész                       | 10 000 Ft              |
| Oligoneuriella keffermuellerae | Keffermüller-denevérszárnyú-kérész | 10 000 Ft              |
| Oligoneuriella pallida         | sápadt denevérszárnyú-kérész       | 5000 Ft                |
| Oligoneuriella rhenana         | rajnai denevérszárnyú-kérész       | 10 000 Ft              |
| Palingenia longicauda          | tiszavirág                         | 10 000 Ft              |
| Polymitarcis virgo             | dunavirág                          | 10 000 Ft              |

#### Álkérészek(Plecoptera)
| Tudományos név            | Magyar elnevezés       | Természetvédelmi érték |
| ------------------------- | ---------------------- | ---------------------- |
| Agnetina elegantula       | díszes nagyálkérész    | 5000 Ft                |
| Besdolus ventralis        | Frivaldszky-álkérész   | 10 000 Ft              |
| Brachyptera braueri       | Brauer-álkérész        | 5000 Ft                |
| Isogenus nubecula         | füstös álkérész        | 5000 Ft                |
| Isoptena serricornis      | homokásó álkérész      | 5000 Ft                |
| Marthamea vitripennis     | folyólakó nagyálkérész | 5000 Ft                |
| Rhabdiopteryx acuminata   | dombvidéki álkérész    | 5000 Ft                |
| Rhabdiopteryx hamulata    | Mocsáry-álkérész       | 100 000 Ft             |
| Taeniopteryx schoenemundi | Schönemund-álkérész    | 5000 Ft                |

#### Szitakötők(Odonata)
| Tudományos név             | Magyar elnevezés                                | Természetvédelmi érték |
| -------------------------- | ----------------------------------------------- | ---------------------- |
| Aeshna viridis             | zöld acsa                                       | 100 000 Ft             |
| Anaciaeschna isosceles     | lápi acsa                                       | 5000 Ft                |
| Calopteryx virgo           | kisasszony-szitakötő                            | 5000 Ft                |
| Coenagrion hastulatum      | lándzsás légivadász                             | 5000 Ft                |
| Coenagrion lunulatum       | holdkék légivadász                              | 5000 Ft                |
| Coenagrion ornatum         | díszes légivadász                               | 10 000 Ft              |
| Coenagrion scitulum        | ritka légivadász                                | 5000 Ft                |
| Cordulegaster bidentata    | hegyi szitakötő                                 | 100 000 Ft             |
| Cordulegaster heros        | kétcsíkos hegyiszitakötő (ritka hegyiszitakötő) | 100 000 Ft             |
| Epitheca bimaculata        | kétfoltú szitakötő                              | 5000 Ft                |
| Gomphus vulgatissimus      | feketelábú szitakötő                            | 5000 Ft                |
| Lestes dryas               | réti rabló                                      | 5000 Ft                |
| Lestes macrostigma         | nagy foltosrabló                                | 10 000 Ft              |
| Leucorrhinia caudalis      | tócsaszitakötő                                  | 100 000 Ft             |
| Leucorrhinia pectoralis    | lápi szitakötő                                  | 100 000 Ft             |
| Libellula fulva            | kisfoltos laposacsa                             | 5000 Ft                |
| Onychogomphus forcipatus   | csermelyszitakötő                               | 5000 Ft                |
| Ophiogomphus cecilia       | erdei szitakötő                                 | 50 000 Ft              |
| Orthetrum brunneum         | pataki szitakötő                                | 5000 Ft                |
| Somatochlora flavomaculata | sárgafoltos szitakötő                           | 5000 Ft                |
| Stylurus flavipes          | sárgás szitakötő                                | 50 000 Ft              |
| Sympetrum depressiusculum  | lassú szitakötő                                 | 5000 Ft                |

#### Fogólábúak(Mantodea)

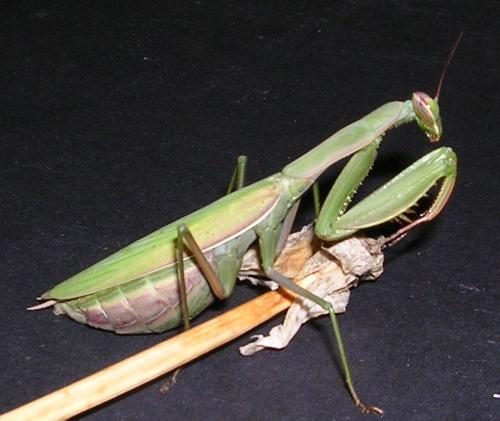
Imádkozó sáska

| Tudományos név   | Magyar elnevezés | Természetvédelmi érték |
| ---------------- | ---------------- | ---------------------- |
| Mantis religiosa | imádkozó sáska   | 5000 Ft                |

#### Egyenesszárnyúak(Orthoptera)
| Tudományos név                            | Magyar elnevezés        | Természetvédelmi érték |
| ----------------------------------------- | ----------------------- | ---------------------- |
| Acrida ungarica                           | sisakos sáska           | 50 000 Ft              |
| Acrotylus longipes                        | önbeásó sáska           | 5000 Ft                |
| Aiolopus strepens                         | áttelelő sáska          | 5000 Ft                |
| Arcyptera fusca                           | szép hegyisáska         | 10 000 Ft              |
| Arcyptera microptera                      | rövidszárnyú hegyisáska | 10 000 Ft              |
| Calliptamus barbarus                      | barbársáska             | 5000 Ft                |
| Celes variabilis                          | változó sáska           | 5000 Ft                |
| Epacromius coerulipes                     | pannon sáska            | 5000 Ft                |
| Gampsocleis glabra                        | tőrös szöcske           | 5000 Ft                |
| Isophya brevipennis (Isophya camptoxypha) | kárpáti tarsza          | 10 000 FT              |
| Isophya costata                           | magyar tarsza           | 100 000 Ft             |
| Isophya modesta                           | pusztai tarsza          | 10 000 Ft              |
| Isophya modestior                         | illír tarsza            | 10 000 Ft              |
| Isophya pienensis                         | pienini tarsza          | 50 000 Ft              |
| Isophya stysi                             | Stys-tarsza             | 100 000 Ft             |
| Leptophyes discoidalis                    | erdélyi virágszöcske    | 10 000 Ft              |
| Locusta migratoria                        | keleti vándorsáska      | 10 000 Ft              |
| Modicogryllus truncatus                   | déli homlokjegyestücsök | 5000 Ft                |
| Nemobius sylvestris                       | erdei tücsök            | 5000 Ft                |
| Odontopodisma rubripes                    | vöröslábú hegyisáska    | 10 000 FT              |
| Paracaloptenus caloptenoides              | ál-olaszsáska           | 100 000 Ft             |
| Pholidoptera littoralis                   | bújkáló avarszöcske     | 10 000 Ft              |
| Pholidoptera transsylvanica               | erdélyi avarszöcske     | 50 000 Ft              |
| Podisma pedestris                         | tarka hegyisáska        | 10 000 Ft              |
| Poecilimon brunneri                       | Brunner-pókszöcske      | 100 000 Ft             |
| Poecilimon fussii                         | Fuss-pókszöcske         | 10 000 Ft              |
| Poecilimon intermedius                    | keleti pókszöcske       | 10 000 Ft              |
| Poecilimon schmidtii                      | Schmidt-pókszöcske      | 10 000 Ft              |
| Polysarcus denticauda                     | fogasfarkú szöcske      | 5000 Ft                |
| Saga pedo                                 | fűrészeslábú szöcske    | 50 000 Ft              |
| Stenobothrus eurasius                     | eurázsiai rétisáska     | 50 000 Ft              |
| Tettigonia caudata                        | farkos lombszöcske      | 5000 Ft                |

#### Poloskák(Heteroptera)
| Tudományos név         | Magyar elnevezés                | Természetvédelmi érték |
| ---------------------- | ------------------------------- | ---------------------- |
| Gerris najas           | nagy molnárpoloska              | 5000 Ft                |
| Notonecta lutea        | sárgapajzsú hanyattúszó-poloska | 5000 Ft                |
| Odontoscelis hispidula | szőrös pajzsospoloska           | 5000 Ft                |
| Phyllomorpha laciniata | lándzsás karimáspoloska         | 5000 Ft                |

#### Kabócák(Auchenorrhynca)
| Tudományos név      | Magyar elnevezés   | Természetvédelmi érték |
| ------------------- | ------------------ | ---------------------- |
| Cicada orni         | mannakabóca        | 5000 Ft                |
| Tibicina haematodes | óriás-énekeskabóca | 5000 Ft                |

#### Növénytetvek(Sternorrchyncha)
| Tudományos név         | Magyar elnevezés       | Természetvédelmi érték |
| ---------------------- | ---------------------- | ---------------------- |
| Porphyrophora polonica | lengyel bíborpajzstetű | 5000 Ft                |

#### Csőrösrovarok(Mecoptera)
| Tudományos név    | Magyar elnevezés       | Természetvédelmi érték |
| ----------------- | ---------------------- | ---------------------- |
| Bittacus hageni   | Hagen-csőrösrovar      | 50 000 Ft              |
| Bittacus italicus | hosszúlábú csőrösrovar | 10 000 Ft              |

#### Recésszárnyúak(Neuroptera)
- Fogólábú-fátyolka-félék (Mantispidae)

| Tudományos név       | Magyar elnevezés                | Természetvédelmi érték |
| -------------------- | ------------------------------- | ---------------------- |
| Mantispa aphavexelle | mediterrán fogólábú-fátyolka    | 10 000 Ft              |
| Mantispa perla       | füstösszárnyú fogólábú-fátyolka | 10 000 Ft              |
| Mantispa styriaca    | kétszínű fogólábú-fátyolka      | 50 000 Ft              |

- Partifátyolkafélék (Osmylidae)

| Tudományos név        | Magyar elnevezés            | Természetvédelmi érték |
| --------------------- | --------------------------- | ---------------------- |
| Osmylus fulvicephalus | foltosszárnyú partifátyolka | 10 000 Ft              |

- Hangyalesőfélék (Myrmeleontidae)

| Tudományos név            | Magyar elnevezés        | Természetvédelmi érték |
| ------------------------- | ----------------------- | ---------------------- |
| Acanthaclisis occitanica  | pusztai hangyaleső      | 10 000 Ft              |
| Myrmecaelurus punctulatus | kunsági hangyafarkas    | 10 000 Ft              |
| Myrmeleon bore            | északi hangyaleső       | 50 000 Ft              |
| Myrmeleon formicarius     | erdei hangyaleső        | 10 000 Ft              |
| Myrmeleon inconspicuus    | homoki hangyaleső       | 5000 Ft                |
| Neuroleon nemausiensis    | kis hangyaleső          | 10 000 Ft              |
| Distoleon tetragrammicus  | négyfoltos hangyaleső   | 5000 Ft                |
| Creoleon plumbeus         | rozsdás hangyaleső      | 5000 Ft                |
| Megistopus flavicornis    | kétfoltos hangyaleső    | 5000 Ft                |
| Dendroleon pantherinus    | párducfoltos hangyaleső | 50 000 Ft              |

- Rablópille félék (Ascalaphidae)

| Tudományos név         | Magyar elnevezés  | Természetvédelmi érték |
| ---------------------- | ----------------- | ---------------------- |
| Libelloides macaronius | keleti rablópille | 100 000 Ft             |

- Tevenyakú fátyolkák (Raphidioptera)

| Tudományos név    | Magyar elnevezés     | Természetvédelmi érték |
| ----------------- | -------------------- | ---------------------- |
| Inocellia braueri | déli kurta-tevenyakú | 5000 Ft                |

#### Bogarak(Coleoptera)

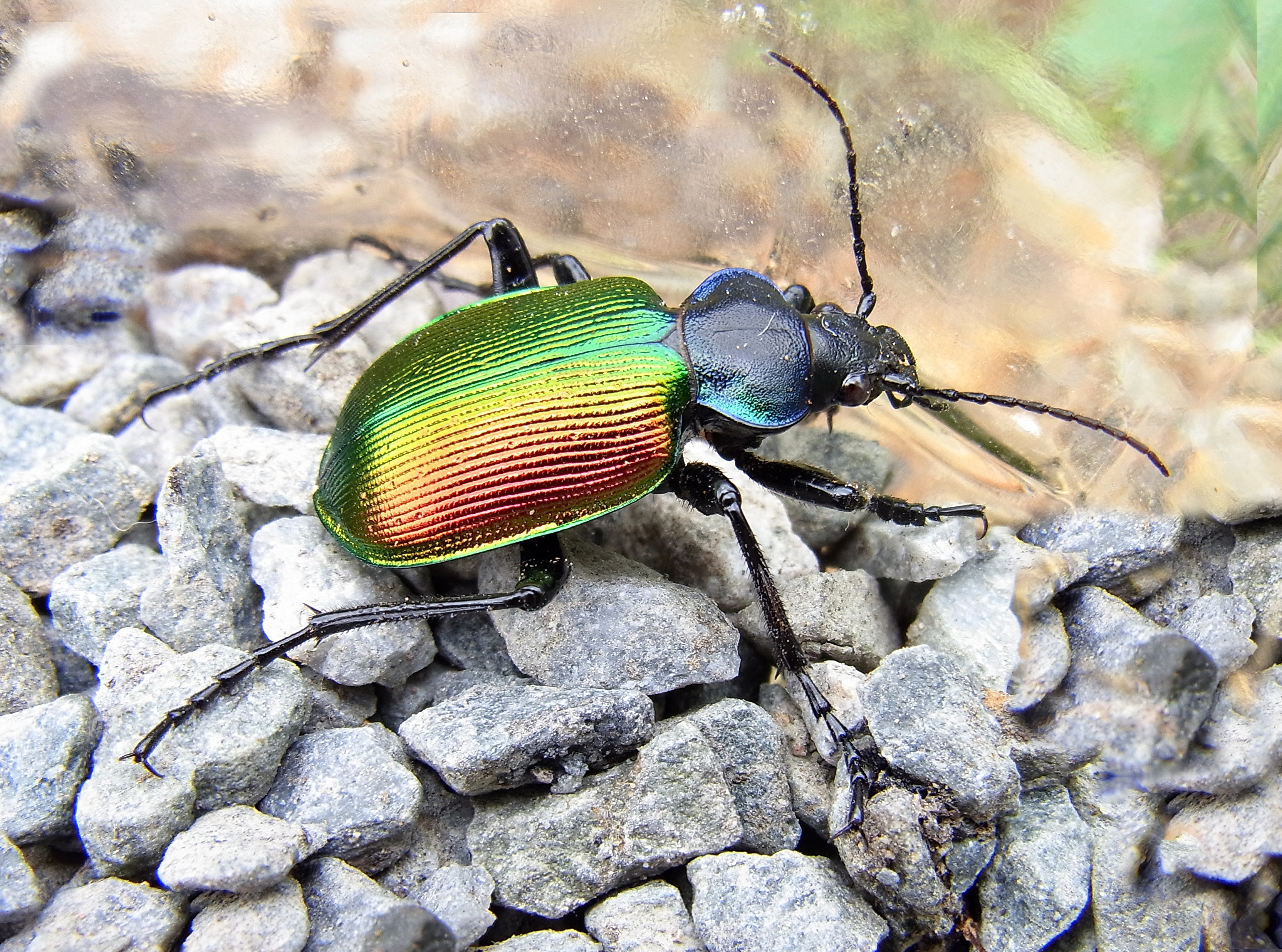
Aranyos bábrabló

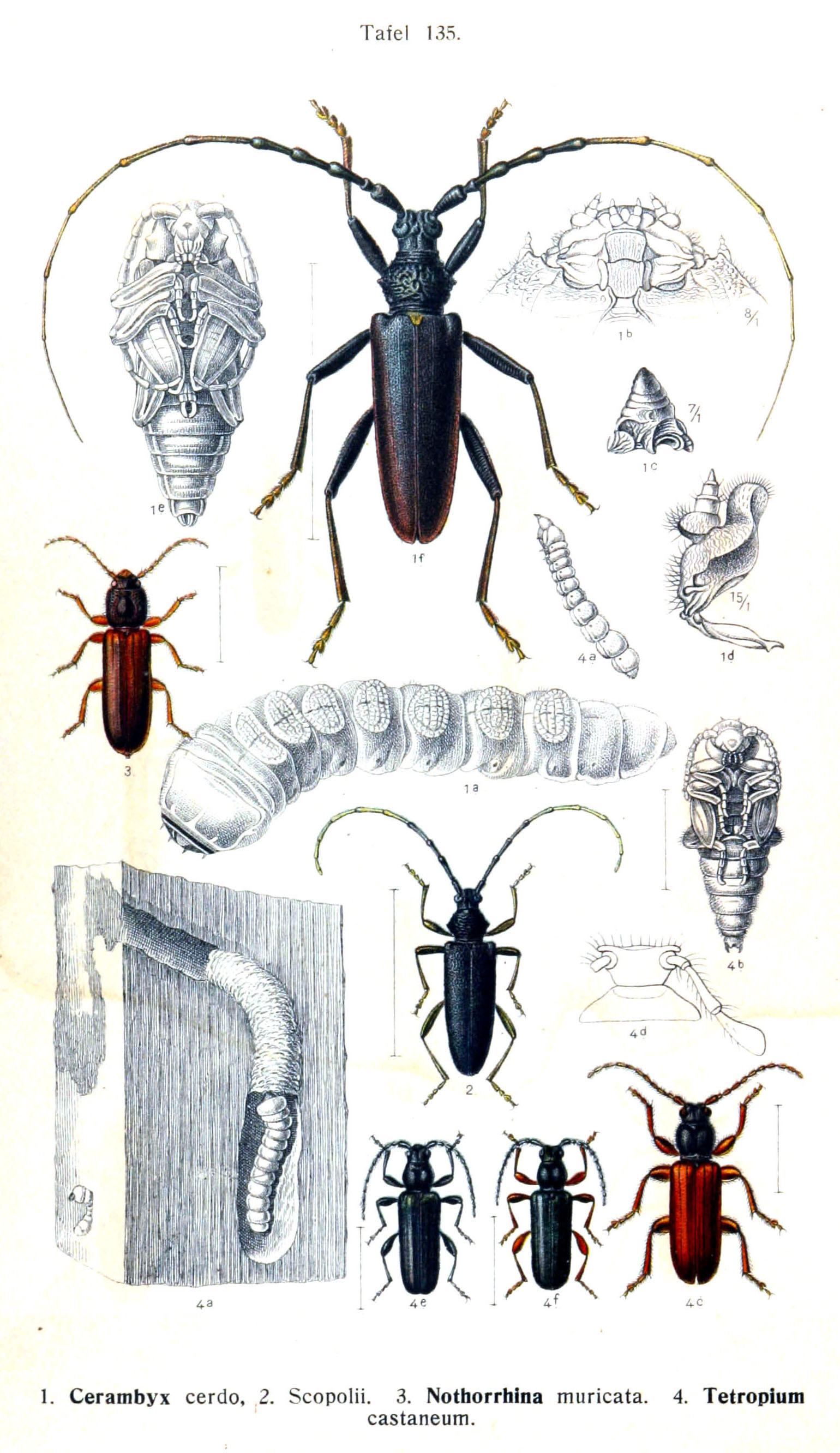
Nagy hőscincér

- Futóbogárfélék (Carabidae)

| Tudományos név          | Magyar elnevezés       | Természetvédelmi érték |
| ----------------------- | ---------------------- | ---------------------- |
| Acinopus ammophilus     | nagy aknásfutó         | 10 000 Ft              |
| Acinopus picipes        | kis aknásfutó          | 10 000 Ft              |
| Brachinus bipustulatus  | kétfoltos pöfögőfutó   | 10 000 Ft              |
| Calomera littoralis     | sziki homokfutrinka    | 10 000 Ft              |
| Calosoma auropunctatum  | aranypettyes bábrabló  | 5000 Ft                |
| Calosoma inquisitor     | kis bábrabló           | 5000 Ft                |
| Calosoma sycophanta     | aranyos bábrabló       | 5000 Ft                |
| Carabus arvensis        | sokszínű futrinka      | 10 000 Ft              |
| Carabus auronitens      | aranyfutrinka          | 10 000 Ft              |
| Carabus cancellatus     | ragyás futrinka        | 5000 Ft                |
| Carabus clathratus      | szárnyas futrinka      | 10 000 Ft              |
| Carabus convexus        | selymes futrinka       | 5000 Ft                |
| Carabus coriaceus       | bőrfutrinka            | 5000 Ft                |
| Carabus germarii        | dunántúli kékfutrinka  | 5000 Ft                |
| Carabus glabratus       | domború futrinka       | 5000 Ft                |
| Carabus granulatus      | mezei futrinka         | 5000 Ft                |
| Carabus hampei          | sokbordás futrinka     | 100 000 Ft             |
| Carabus hortensis       | aranypettyes futrinka  | 5000 Ft                |
| Carabus hungaricus      | magyar futrinka        | 100 000 Ft             |
| Carabus intricatus      | kék laposfutrinka      | 5000 Ft                |
| Carabus irregularis     | alhavasi futrinka      | 10 000 Ft              |
| Carabus linnei          | Linné-futrinka         | 10 000 Ft              |
| Carabus marginalis      | szegélyes futrinka     | 50 000 Ft              |
| Carabus montivagus      | balkáni futrinka       | 10 000 Ft              |
| Carabus nemoralis       | ligeti futrinka        | 5000 Ft                |
| Carabus nodulosus       | dunántúli vízifutrinka | 100 000 Ft             |
| Carabus obsoletus       | pompás futrinka        | 10 000 Ft              |
| Carabus problematicus   | láncos futrinka        | 10 000 Ft              |
| Carabus scabriusculus   | érdes futrinka         | 5000 Ft                |
| Carabus scheidleri      | változó futrinka       | 10 000 Ft              |
| Carabus ulrichii        | rezes futrinka         | 5000 Ft                |
| Carabus variolosus      | kárpáti vízifutrinka   | 100 000 Ft             |
| Carabus violaceus       | keleti kékfutrinka     | 5000 Ft                |
| Carabus zawadszkii      | zempléni futrinka      | 100 000 Ft             |
| Chlaenius decipiens     | azúr bűzfutó           | 10 000 Ft              |
| Chlaenius festivus      | díszes bűzfutó         | 10 000 Ft              |
| Chlaenius sulcicollis   | szomorú bűzfutó        | 50 000 Ft              |
| Cicindela campestris    | mezei homokfutrinka    | 5000 Ft                |
| Cicindela hybrida       | öves homokfutrinka     | 10 000 Ft              |
| Cicindela soluta        | alföldi homokfutrinka  | 10 000 Ft              |
| Cicindela sylvicola     | erdei homokfutrinka    | 10 000 Ft              |
| Cicindela transversalis | nyugati homokfutrinka  | 10 000 Ft              |
| Cychrus attenuatus      | sárgalábú cirpelőfutó  | 5000 Ft                |
| Cychrus caraboides      | fekete cirpelőfutó     | 5000 Ft                |
| Cylindera arenaria      | parti homokfutrinka    | 10 000 Ft              |
| Cylindera germanica     | parlagi homokfutrinka  | 5000 Ft                |
| Cymindis miliaris       | kékes laposfutó        | 50 000 Ft              |
| Dixus clypeatus         | nagyfejű futó          | 10 000 Ft              |
| Duvalius gebhardti      | Gebhardt-vakfutinka    | 50 000 Ft              |
| Duvalius hungaricus     | magyar vakfutrinka     | 50 000 Ft              |
| Leistus terminatus      | vöröslő szívnyakúfutó  | 10 000 Ft              |
| Ophonus sabulicola      | homoki bársonyfutó     | 10 000 Ft              |
| Poecilus kekesiensis    | hortobágyi gyászfutó   | 50 000 Ft              |
| Scarites terricola      | vájárfutó              | 10 000 Ft              |
| Stenolophus steveni     | Steven-turzásfutó      | 10 000 Ft              |

- Állasbogárfélék (Rhysodidae)

| Tudományos név      | Magyar elnevezés      | Természetvédelmi érték |
| ------------------- | --------------------- | ---------------------- |
| Omoglymmius germari | fogasvállú állasbogár | 10 000 Ft              |
| Rhysodes sulcatus   | kerekvállú állasbogár | 10 000 Ft              |

- Csíkbogárfélék (Dytiscidae)

| Tudományos név         | Magyar elnevezés     | Természetvédelmi érték |
| ---------------------- | -------------------- | ---------------------- |
| Dytiscus latissimus    | óriás-csíkbogár      | 50 000 Ft              |
| Graphoderus bilineatus | széles tavicsíkbogár | 100 000 Ft             |

- Szarvasbogárfélék (Lucanidae)

| Tudományos név          | Magyar elnevezés       | Természetvédelmi érték |
| ----------------------- | ---------------------- | ---------------------- |
| Aesalus scarabaeoides   | szőrös szarvasbogár    | 5000 Ft                |
| Dorcus parallelipipedus | kis szarvasbogár       | 5000 Ft                |
| Platycerus caprea       | nagy fémesszarvasbogár | 5000 Ft                |
| Lucanus cervus          | nagy szarvasbogár      | 10 000 Ft              |
| Platycerus caraboides   | kis fémesszarvasbogár  | 5000 Ft                |
| Sinodendron cylindricum | tülkös szarvasbogár    | 10 000 Ft              |

- Csorványfélék (Glaresidae)

| Tudományos név | Magyar elnevezés   | Természetvédelmi érték |
| -------------- | ------------------ | ---------------------- |
| Glaresis rufa  | vörhenyes csorvány | 10 000 Ft              |

- Álganajtúró-félék (Geotrupidae)

| Tudományos név        | Magyar elnevezés    | Természetvédelmi érték |
| --------------------- | ------------------- | ---------------------- |
| Bolbelasmus unicornis | szarvas álganéjtúró | 50 000 Ft              |
| Lethrus apterus       | nagyfejű csajkó     | 10 000 Ft              |

- Ganajtúrófélék (Scarabaeidae)

| Tudományos név        | Magyar elnevezés                | Természetvédelmi érték |
| --------------------- | ------------------------------- | ---------------------- |
| Cheironitis ungaricus | magyarföldi ganajtúró           | 10 000 Ft              |
| Copris lunaris        | közönséges holdszarvú-ganajtúró | 5000 Ft                |
| Copris umbilicatus    | déli holdszarvú-ganajtúró       | 50 000 Ft              |
| Gnorimus variabilis   | nyolcpettyes virágbogár         | 50 000 Ft              |
| Oryctes nasicornis    | orrszarvúbogár                  | 50 000 Ft              |
| Osmoderma eremita     | remetebogár                     | 250 000 Ft             |
| Protaetia aeruginosa  | pompás virágbogár               | 5000 Ft                |
| Protaetia affinis     | smaragdzöld virágbogár          | 10 000 Ft              |
| Protaetia fieberi     | rezes virágbogár                | 50 000 Ft              |
| Protaetia lugubris    | márványos virágbogár            | 5000 Ft                |
| Protaetia ungarica    | magyar virágbogár               | 10 000 Ft              |
| Scarabaeus pius       | jámbor galacsinhajtó            | 10 000 Ft              |
| Scarabaeus typhon     | óriás-galacsinhajtó             | 10 000 Ft              |

- Díszbogárfélék (Buprestidae)

| Tudományos név        | Magyar elnevezés            | Természetvédelmi érték |
| --------------------- | --------------------------- | ---------------------- |
| Acmaeodera degener    | sárgafoltos zömökdíszbogár  | 5000 Ft                |
| Acmaeoderella mimonti | homoki zömökdíszbogár       | 5000 Ft                |
| Agrilus guerini       | Guerin-karcsúdíszbogár      | 10 000 Ft              |
| Anthaxia candens      | cseresznyefa-virágdíszbogár | 10 000 Ft              |
| Anthaxia hackeri      | Hacker-virágdíszbogár       | 10 000 Ft              |
| Anthaxia hungarica    | magyar virágdíszbogár       | 10 000 Ft              |
| Anthaxia plicata      | redős virágdíszbogár        | 10 000 Ft              |
| Anthaxia tuerki       | Türk-virágdíszbogár         | 10 000 Ft              |
| Capnodis tenebrionis  | kökény-tükrösdíszbogár      | 5000 Ft                |
| Chalcophora mariana   | nagy fenyvesdíszbogár       | 5000 Ft                |
| Coraebus fasciatus    | szalagos díszbogár          | 10 000 Ft              |
| Coraebus undatus      | hullámos díszbogár          | 50 000 Ft              |
| Dicerca aenea         | nyárfa-díszbogár            | 10 000 Ft              |
| Dicerca alni          | égerfa-díszbogár            | 10 000 Ft              |
| Dicerca berolinensis  | bükkfa-díszbogár            | 10 000 Ft              |
| Dicerca furcata       | nyírfa-díszbogár            | 50 000 Ft              |
| Eurythyrea aurata     | aranyos díszbogár           | 10 000 Ft              |
| Eurythyrea quercus    | tölgyfa-díszbogár           | 100 000 Ft             |
| Kisanthobia ariasi    | Arias-díszbogár             | 10 000 Ft              |
| Lamprodila decipiens  | nyírfa-tarkadíszbogár       | 10 000 Ft              |
| Lamprodila festiva    | boróka-tarkadíszbogár       | 50 000 Ft              |
| Lamprodila mirifica   | szilfa-tarkadíszbogár       | 10 000 Ft              |
| Lamprodila rutilans   | hársfadíszbogár             | 10 000 Ft              |

- Karmosbogárfélék (Elmidae)

| Tudományos név                 | Magyar elnevezés     | Természetvédelmi érték |
| ------------------------------ | -------------------- | ---------------------- |
| Macronychus quadrituberculatus | négypúpú karmosbogár | 50 000 Ft              |
| Potamophilus acuminatus        | nagy karmosbogár     | 50 000 Ft              |

- Tövisnyakúbogár-félék (Eucnemidae)

| Tudományos név     | Magyar elnevezés       | Természetvédelmi érték |
| ------------------ | ---------------------- | ---------------------- |
| Otho sphondyloides | vaskos tövisnyakúbogár | 50 000 Ft              |

- Pattanóbogár-félék (Elateridae)

| Tudományos név         | Magyar elnevezés       | Természetvédelmi érték |
| ---------------------- | ---------------------- | ---------------------- |
| Ampedus quadrisignatus | négyfoltos pattanó     | 50 000 Ft              |
| Elater ferrugineus     | fűzfapattanó           | 50 000 Ft              |
| Lacon querceus         | tarka pikkelyespattanó | 10 000 Ft              |
| Limoniscus violaceus   | kék pattanóbogár       | 100 000 Ft             |

- Karimáslágybogár-félék (Dasytidae)

| Tudományos név       | Magyar elnevezés     | Természetvédelmi érték |
| -------------------- | -------------------- | ---------------------- |
| Psilothrix femoralis | pusztai karimásbogár | 10 000 Ft              |

- Szúfarkasfélék (Cleridae)

| Tudományos név              | Magyar elnevezés   | Természetvédelmi érték |
| --------------------------- | ------------------ | ---------------------- |
| Dermestoides sanguinicollis | hengeres szúfarkas | 50 000 Ft              |

- Málnabogárfélék (Byturidae)

| Tudományos név     | Magyar elnevezés | Természetvédelmi érték |
| ------------------ | ---------------- | ---------------------- |
| Xerasia meschniggi | téli zuzmóbogár  | 50 000 Ft              |

- Lapbogárfélék (Cucujidae)

| Tudományos név       | Magyar elnevezés | Természetvédelmi érték |
| -------------------- | ---------------- | ---------------------- |
| Cucujus cinnaberinus | skarlátbogár     | 5000 Ft                |

- Darázsbogárfélék (Ripiphoridae)

| Tudományos név         | Magyar elnevezés       | Természetvédelmi érték |
| ---------------------- | ---------------------- | ---------------------- |
| Macrosiagon bimaculata | sarkantyús fészekbogár | 50 000 Ft              |
| Ptilophorus dufourii   | szürke darázsbogár     | 50 000 Ft              |

- Hólyaghúzófélék (Meloidae)

| Tudományos név      | Magyar elnevezés         | Természetvédelmi érték |
| ------------------- | ------------------------ | ---------------------- |
| Hycleus tenerus     | kis hólyaghúzó           | 5000 Ft                |
| Meloe autumnalis    | őszi nünüke              | 50 000 Ft              |
| Meloe brevicollis   | tar nünüke               | 10 000 Ft              |
| Meloe cicatricosus  | óriásnünüke              | 10 000 Ft              |
| Meloe decorus       | díszes nünüke            | 50 000 Ft              |
| Meloe hungarus      | magyar nünüke            | 50 000 Ft              |
| Meloe mediterraneus | déli nünüke              | 10 000 Ft              |
| Meloe rufiventris   | vöröshasú nünüke         | 50 000 Ft              |
| Meloe rugosus       | ráncos nünüke            | 5000 Ft                |
| Meloe scabriusculus | érdes nünüke             | 5000 Ft                |
| Meloe tuccius       | gödörkés nünüke          | 50 000 Ft              |
| Meloe uralensis     | uráli nünüke             | 50 000 Ft              |
| Meloe variegatus    | pompás nünüke            | 50 000 Ft              |
| Mylabris pannonica  | pannon hólyaghúzó        | 5000 Ft                |
| Stenoria apicalis   | keskenyfedős élősdibogár | 10 000 Ft              |

- Gyászbogárfélék (Tenebrionidae)

| Tudományos név        | Magyar elnevezés      | Természetvédelmi érték |
| --------------------- | --------------------- | ---------------------- |
| Blaps abbreviata      | déli bűzbogár         | 10 000 Ft              |
| Cryphaeus cornutus    | szarvas gyászbogár    | 10 000 Ft              |
| Hymenalia morio       | magyar alkonybogár    | 50 000 Ft              |
| Oodescelis melas      | alföldi gyászbogár    | 50 000 Ft              |
| Oodescelis polita     | sima gyászbogár       | 50 000 Ft              |
| Pedinus hungaricus    | pannóniai gyászbogár  | 10 000 Ft              |
| Platyscelis hungarica | pusztai gyászbogár    | 10 000 Ft              |
| Probaticus subrugosus | ráncos gyászbogár     | 100 000 Ft             |
| Tenebrio opacus       | fogastorkú lisztbogár | 10 000 Ft              |

- Bíborbogárfélék (Pyrochroidae)

| Tudományos név          | Magyar elnevezés | Természetvédelmi érték |
| ----------------------- | ---------------- | ---------------------- |
| Agnathus decoratus      | éger-bíborbogár  | 50 000 Ft              |
| Schizotus pectinicornis | kis bíborbogár   | 5000 Ft                |

- Sárkánybogárfélék (Pythidae)

| Tudományos név  | Magyar elnevezés   | Természetvédelmi érték |
| --------------- | ------------------ | ---------------------- |
| Pytho depressus | lapos sárkánybogár | 50 000 Ft              |

- Fogasállúbogár-félék (Prostomidae)

| Tudományos név         | Magyar elnevezés       | Természetvédelmi érték |
| ---------------------- | ---------------------- | ---------------------- |
| Prostomis mandibularis | európai fogasállúbogár | 50 000 Ft              |

- Cincérfélék (Cerambycidae)

| Tudományos név               | Magyar elnevezés          | Természetvédelmi érték |
| ---------------------------- | ------------------------- | ---------------------- |
| Acanthocinus aedilis         | nagy daliáscincér         | 5000 Ft                |
| Aegosoma scabricorne         | diófacincér               | 5000 Ft                |
| Agapanthia maculicornis      | harangvirágcincér         | 5000 Ft                |
| Agapanthiola leucaspis       | magyar zsályacincér       | 5000 Ft                |
| Akimerus schaefferi          | szilfacincér              | 10 000 Ft              |
| Aromia moschata              | pézsmacincér              | 5000 Ft                |
| Calamobius filum             | hosszúcsápú szalmacincér  | 5000 Ft                |
| Cardoria scutellata          | sarlófűcincér             | 10 000 Ft              |
| Cerambyx cerdo               | nagy hőscincér            | 50 000 Ft              |
| Cerambyx miles               | katonás hőscincér         | 50 000 Ft              |
| Cerambyx scopolii            | kis hőscincér             | 5000 Ft                |
| Cerambyx welensii            | molyhos hőscincér         | 50 000 Ft              |
| Chlorophorus hungaricus      | magyar darázscincér       | 5000 Ft                |
| Clytus tropicus              | tölgy-darázscincér        | 10 000 Ft              |
| Cortodera flavimana          | boglárkacincér            | 5000 Ft                |
| Cortodera holosericea        | selymes cserjecincér      | 10 000 Ft              |
| Deroplia genei               | keskeny tölgycincér       | 10 000 Ft              |
| Dorcadion decipiens          | homoki gyalogcincér       | 5000 Ft                |
| Dorcadion fulvum cervae      | pusztai gyalogcincér      | 100 000 Ft             |
| Dorcadion fulvum fulvum      | barna gyalogcincér        | 5000 Ft                |
| Ergates faber                | ácscincér                 | 50 000 Ft              |
| Herophila tristis            | selymes alkonycincér      | 10 000 Ft              |
| Leiopus punctulatus          | feketemintás gesztcincér  | 10 000 Ft              |
| Leptura annularis            | szalagos karcsúcincér     | 5000 Ft                |
| Lioderina linearis           | mandulacincér             | 10 000 Ft              |
| Morinus funereus             | gyászcincér               | 50 000 Ft              |
| Musaria argus                | árgusszemű cincér         | 10 000 Ft              |
| Necydalis major              | nagy fürkészcincér        | 50 000 Ft              |
| Necydalis ulmi               | aranyszőrű fürkészcincér  | 50 000 Ft              |
| Neodorcadion bilineatum      | kétsávos földicincér      | 5000 Ft                |
| Oberea euphorbiae            | magyar kutyatejcincér     | 5000 Ft                |
| Oberea pedemontana           | varjútöviscincér          | 10 000 Ft              |
| Pilemia hirsutula            | macskaherecincér          | 10 000 Ft              |
| Pilemia tigrina              | atracélcincér             | 100 000 Ft             |
| Pronocera angusta            | keskeny luccincér         | 10 000 Ft              |
| Purpuricenus budensis        | bíborcincér               | 5000 Ft                |
| Purpuricenus globulicollis   | kerekpajzsú vércincér     | 10 000 Ft              |
| Purpuricenus kaehleri        | hosszúcsápú vércincér     | 10 000 Ft              |
| Rhamnusium bicolor           | kétszínű nyárfacincér     | 5000 Ft                |
| Ropalopus insubricus         | kékeszöld facincér        | 10 000 Ft              |
| Ropalopus ungaricus          | magyar facincér           | 10 000 Ft              |
| Ropalopus varini             | vöröscombú facincér       | 10 000 Ft              |
| Rosalia alpina               | havasi cincér             | 50 000 Ft              |
| Saperda similis              | kecskefűzcincér           | 50 000 Ft              |
| Saperda octopunctata         | nyolcpontos cincér        | 10 000 Ft              |
| Saperda perforata            | díszes nyárfacincér       | 10 000 Ft              |
| Saperda punctata             | pettyes szilcincér        | 10 000 Ft              |
| Saperda scalaris             | létracincér               | 10 000 Ft              |
| Semanotus russicus           | borókacincér              | 5000 Ft                |
| Theophilea subcylindricollis | hengeres szalmacincér     | 5000 Ft                |
| Trichoferus pallidus         | sápadt éjicincér          | 5000 Ft                |
| Vadonia steveni              | alföldi virágcincér       | 5000 Ft                |
| Xylotrechus pantherinus      | párducfoltos darázscincér | 5000 Ft                |

- Levélbogárfélék (Chrysomelidae)

| Tudományos név    | Magyar elnevezés         | Természetvédelmi érték |
| ----------------- | ------------------------ | ---------------------- |
| Macroplea mutica  | balatoni hínárbogár      | 50 000 Ft              |
| Tituboea macropus | dárdahere-zsákhordóbogár | 5000 Ft                |

- Ormányosbogár-félék (Curculionidae)

| Tudományos név                | Magyar elnevezés             | Természetvédelmi érték |
| ----------------------------- | ---------------------------- | ---------------------- |
| Brachysomus mihoki            | bakonyi gyepormányos         | 10 000 Ft              |
| Camptorrhinus simplex         | sima holttettetős-ormányos   | 10 000 Ft              |
| Camptorrhinus statua          | bordás holttettetős-ormányos | 10 000 Ft              |
| Gasterocercus depressirostris | laposorrú ormányos           | 10 000 Ft              |
| Herpes porcellus              | bütyköshátú ormányos         | 50 000 Ft              |
| Otiorhynchus roubali          | Roubal-gyalogormányos        | 50 000 Ft              |

#### Tegzesek(Trichoptera)
| Tudományos név          | Magyar elnevezés          | Természetvédelmi érték |
| ----------------------- | ------------------------- | ---------------------- |
| Apatania muliebris      | páratlan alpesitegzes     | 50 000 Ft              |
| Ceraclea nigronervosa   | szürke hosszúcsápú-tegzes | 10 000 Ft              |
| Chaetopteryx rugulosa   | nyugati őszitegzes        | 100 000 Ft             |
| Drusus trifidus         | karsztforrástegzes        | 10 000 Ft              |
| Limnephilus elegans     | elegáns mocsáritegzes     | 10 000 Ft              |
| Melampophylax nepos     | kárpáti forrástegzes      | 5000 Ft                |
| Oligotricha striata     | lomha lápipozdorján       | 50 000 Ft              |
| Platyphylax frauenfeldi | drávai tegzes             | 100 000 Ft             |
| Plectrocnemia minima    | balkáni pálcástegzes      | 10 000 Ft              |
| Rhyacophila hirticornis | márványos örvénytegzes    | 5000 Ft                |

#### Lepkék(Lepidoptera)

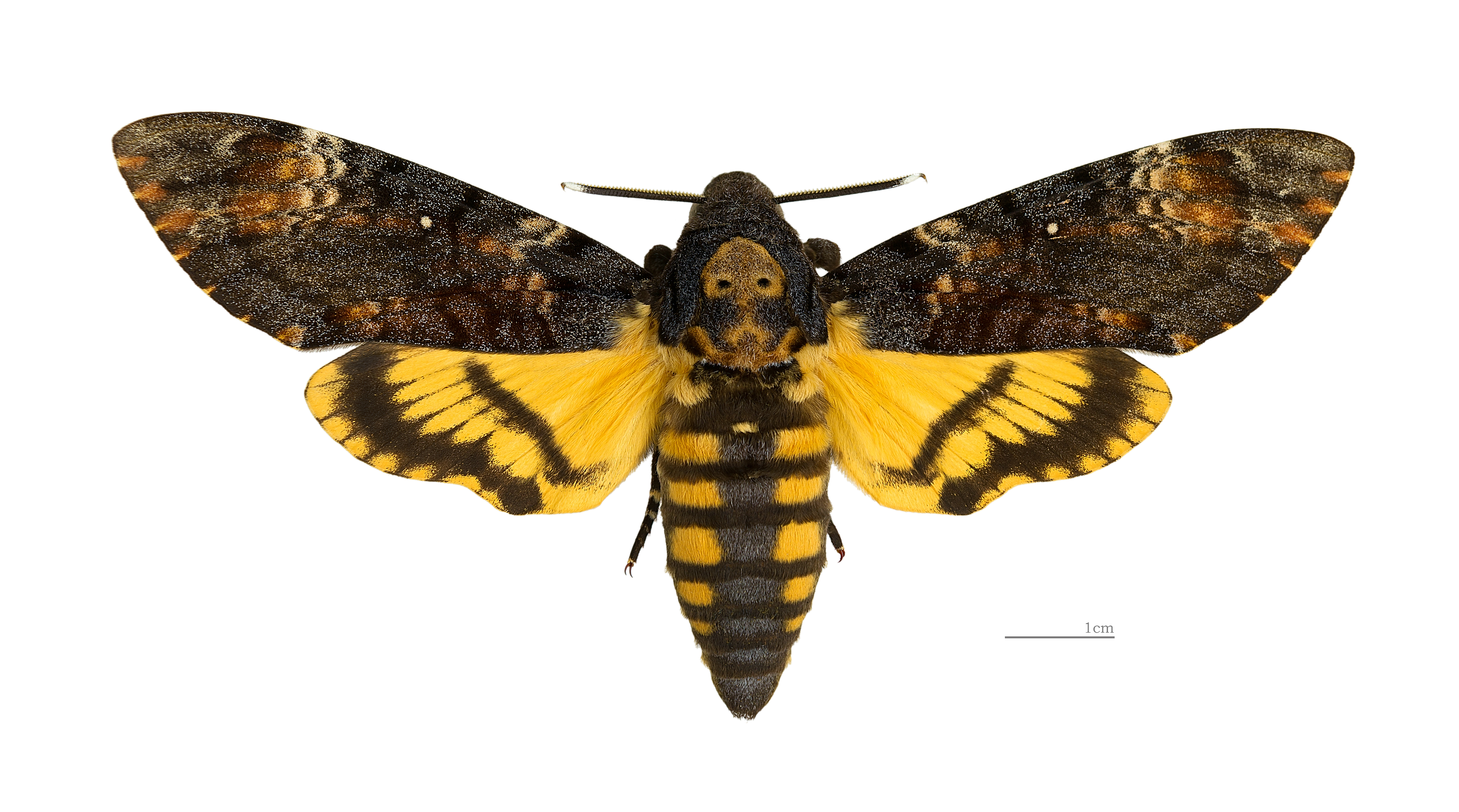
Halálfejes lepke

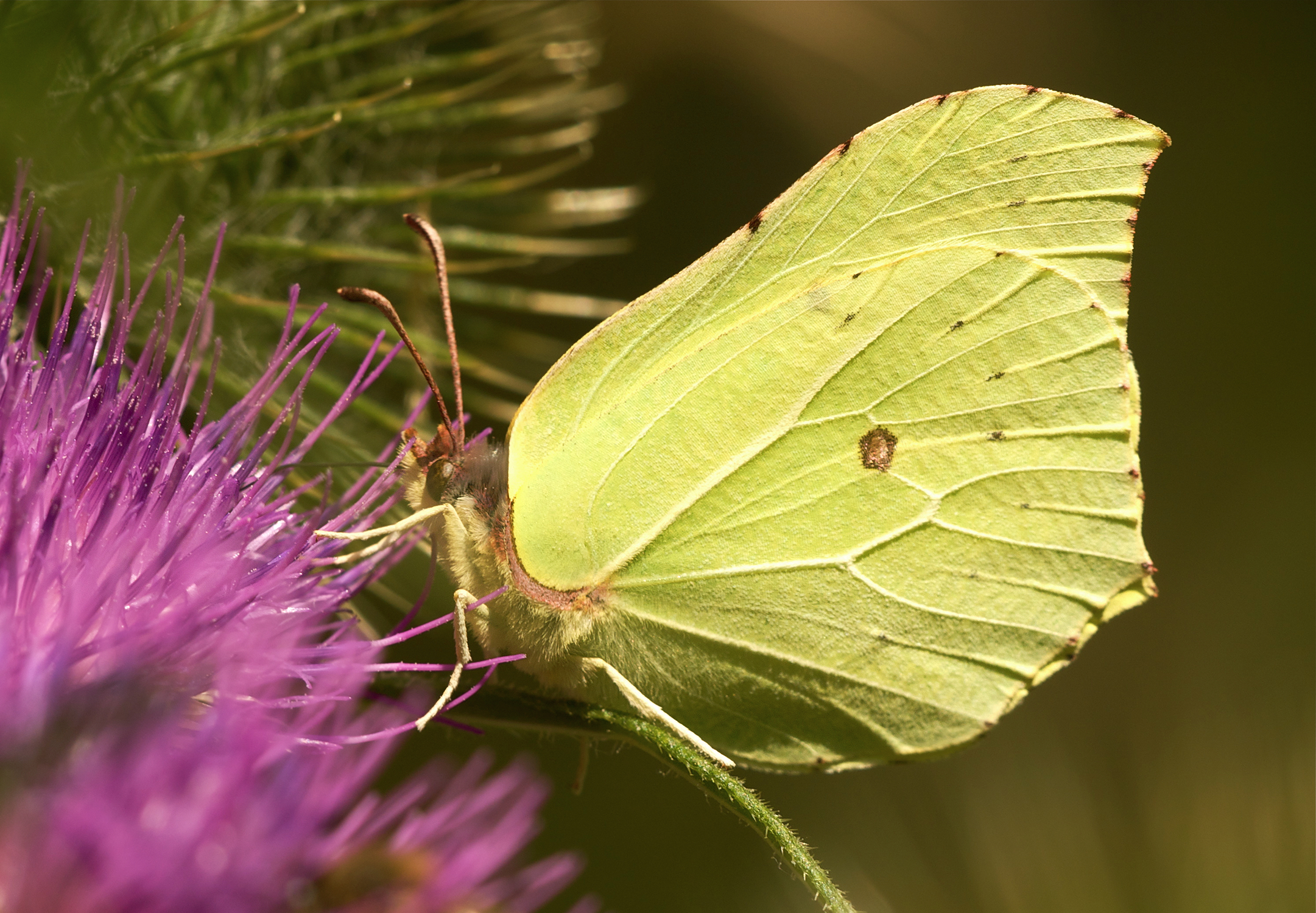
Citromlepke

- Gyökérrágó lepkefélék (Hepialidae)

| Tudományos név           | Magyar elnevezés        | Természetvédelmi érték |
| ------------------------ | ----------------------- | ---------------------- |
| Pharmacis fusconebulosus | északi gyökérrágólepke  | 10 000 Ft              |
| Triodia amasina          | balkáni gyökérrágólepke | 10 000 Ft              |

- Farontó lepkefélék (Cossidae)

| Tudományos név         | Magyar elnevezés | Természetvédelmi érték |
| ---------------------- | ---------------- | ---------------------- |
| Catopta thrips         | sztyeplepke      | 250 000 Ft             |
| Lamellocossus terebrus | nyárfarontólepke | 10 000 Ft              |

- Szakállasmolyfélék (Glyphipterigidae)

| Tudományos név           | Magyar elnevezés    | Természetvédelmi érték |
| ------------------------ | ------------------- | ---------------------- |
| Glyphipterix loricatella | budai szakállasmoly | 100 000 Ft             |

- Csüngőlepkefélék (Zygaenidae)

| Tudományos név   | Magyar elnevezés    | Természetvédelmi érték |
| ---------------- | ------------------- | ---------------------- |
| Adscita geryon   | ritka fémlepke      | 5000 Ft                |
| Jordanita graeca | görög fémlepke      | 5000 Ft                |
| Zygaena fausta   | nyugati csüngőlepke | 10 000 Ft              |
| Zygaena laeta    | vörös csüngőlepke   | 100 000 Ft             |

- Zsákhordó molyfélék (Coleophoridae)

| Tudományos név       | Magyar elnevezés  | Természetvédelmi érték |
| -------------------- | ----------------- | ---------------------- |
| Coleophora hungariae | magyar zsákosmoly | 5000 Ft                |

- Üvegszárnyúlepke-félék (Aegeriidae)

| Tudományos név            | Magyar elnevezés  | Természetvédelmi érték |
| ------------------------- | ----------------- | ---------------------- |
| Chamaesphecia colpiformis | délvidéki szitkár | 5000 Ft                |
| Chamaesphecia hungarica   | magyar szitkár    | 5000 Ft                |
| Chamaesphecia palustris   | mocsári szitkár   | 5000 Ft                |
| Synansphecia affinis      | napvirágszitkár   | 5000 Ft                |

- Sodrómolyfélék (Tortricidae)

| Tudományos név   | Magyar elnevezés     | Természetvédelmi érték |
| ---------------- | -------------------- | ---------------------- |
| Pammene querceti | magyar tölgymakkmoly | 10 000 Ft              |

- Tűzmolyfélék (Pyraustidae)

| Tudományos név            | Magyar elnevezés       | Természetvédelmi érték |
| ------------------------- | ---------------------- | ---------------------- |
| Algedonia luctualis       | fehérfoltos kormosmoly | 10 000 Ft              |
| Ostrinia palustralis      | mocsári tűzmoly        | 5000 Ft                |
| Palmitia massilialis      | cifra fényilonca       | 5000 Ft                |
| Reskovitsia alborivularis | keleti kormosmoly      | 50 000 Ft              |

- Tollasmolyfélék (Pterophoridae)

| Tudományos név            | Magyar elnevezés         | Természetvédelmi érték |
| ------------------------- | ------------------------ | ---------------------- |
| Agdistis intermedia       | magyar egytollúmoly      | 10 000 Ft              |
| Calyciphora xanthodactyla | hangyabogáncs-tollasmoly | 5000 Ft                |

- Szövőlepkefélék (Lasiocampidae)

| Tudományos név         | Magyar elnevezés       | Természetvédelmi érték |
| ---------------------- | ---------------------- | ---------------------- |
| Eriogaster catax       | sárga gyapjasszövő     | 50 000 Ft              |
| Eriogaster lanestris   | tavaszi gyapjasszövő   | 10 000 Ft              |
| Eriogaster rimicola    | vörhenyes gyapjasszövő | 10 000 Ft              |
| Phyllodesma ilicifolia | cserlevélpohók         | 10 000 Ft              |

- Őszi szövőlepkefélék (Lemoniidae)

| Tudományos név   | Magyar elnevezés | Természetvédelmi érték |
| ---------------- | ---------------- | ---------------------- |
| Lemonia dumi     | sávos pohók      | 10 000 Ft              |
| Lemonia taraxaci | pitypangszövő    | 10 000 Ft              |

- Tarka szövőlepkefélék (Endromidae)

| Tudományos név       | Magyar elnevezés | Természetvédelmi érték |
| -------------------- | ---------------- | ---------------------- |
| Endromis versicolora | tarkaszövő       | 5000 Ft                |

- Szenderfélék (Sphingidae)

| Tudományos név         | Magyar elnevezés | Természetvédelmi érték |
| ---------------------- | ---------------- | ---------------------- |
| Acherontia atropos     | halálfejes lepke | 10 000 Ft              |
| Marumba quercus        | tölgyfaszender   | 10 000 Ft              |
| Hemaris fuciformis     | dongószender     | 10 000 Ft              |
| Hemaris tityus         | pöszörszender    | 10 000 Ft              |
| Proserpinus proserpina | törpeszender     | 50 000 Ft              |
| Hyles galii            | galajszender     | 5000 Ft                |

- Pávaszemek (Saturniidae)

| Tudományos név   | Magyar elnevezés | Természetvédelmi érték |
| ---------------- | ---------------- | ---------------------- |
| Saturnia pavonia | kis pávaszem     | 10 000 Ft              |
| Saturnia spini   | közepes pávaszem | 50 000 Ft              |
| Saturnia pyri    | nagy pávaszem    | 50 000 Ft              |
| Aglia tau        | t-betűs pávaszem | 5000 Ft                |

- Araszolófélék (Geometridae)

| Tudományos név                                | Magyar elnevezés                          | Természetvédelmi érték |
| --------------------------------------------- | ----------------------------------------- | ---------------------- |
| Archiearis parthenias                         | nagy nappaliaraszoló                      | 10 000 Ft              |
| Archiearis notha                              | vörhenyes nappaliaraszoló                 | 5000 Ft                |
| Archiearis puella                             | kis nappaliaraszoló (kis tavasziaraszoló) | 5000 Ft                |
| Orthostixis cribraria                         | pettyes fehéraraszoló                     | 50 000 Ft              |
| Epirranthis diversata                         | rezgőnyár-araszoló                        | 50 000 Ft              |
| Eucrostes indigenata                          | homoki zöldaraszoló                       | 10 000 Ft              |
| Scopula nemoraria                             | ligeti sávosaraszoló                      | 10 000 Ft              |
| Euphya scripturata (Camptogramma scripturata) | vonalkás hegyiaraszoló                    | 10 000 Ft              |
| Entephria cyanata                             | bükki hegyiaraszoló                       | 100 000 Ft             |
| Entephria caesiata                            | szürke hegyiaraszoló                      | 10 000 Ft              |
| Larentia clavaria                             | nagy mályvaaraszoló                       | 5000 Ft                |
| Coenocalpe lapidata                           | csipkés iszalagaraszoló                   | 10 000 Ft              |
| Rheumaptera undulata (Hydria undulata)        | hullámvonalas araszoló                    | 5000 Ft                |
| Mesotype didymata                             | sötétfoltos araszoló                      | 50 000 Ft              |
| Perizoma minorata                             | szemvidító araszoló                       | 10 000 Ft              |
| Gagitodes sagittata (Perizoma sagittata)      | nyílfoltos tarkaaraszoló                  | 10 000 Ft              |
| Eupithecia actaeata                           | békabogyó-törpearaszoló                   | 10 000 Ft              |
| Eupithecia graphata                           | hangyabogáncs-törpearaszoló               | 5000 Ft                |
| Eupithecia denticulata                        | sárgásszürke törpearaszoló                | 5000 Ft                |
| Chesias legatella                             | szürkés zanótaraszoló                     | 10 000 Ft              |
| Chesias rufata                                | vöröses zanótaraszoló                     | 10 000 Ft              |
| Odezia atrata                                 | fekete araszoló                           | 10 000 Ft              |
| Schistostege decussata                        | hálós rétiaraszoló                        | 50 000 Ft              |
| Discoloxia blomeri                            | szilfaaraszoló                            | 10 000 Ft              |
| Hydrelia sylvata                              | havasi lápiaraszoló                       | 5000 Ft                |
| Acasis appensata                              | békabogyó-araszoló                        | 10 000 Ft              |
| Lignyoptera fumidaria                         | füstös ősziaraszoló                       | 100 000 Ft             |
| Ennomos quercarius                            | molyhostölgy-levélaraszoló                | 5000 Ft                |
| Chondrosoma fiduciarium                       | magyar ősziaraszoló                       | 100 000 Ft             |
| Erannis ankeraria                             | Anker-araszoló                            | 100 000 Ft             |
| Paraboarmia viertlii                          | magyar faaraszoló                         | 5000 Ft                |
| Peribatodes umbraria                          | fagyal-faaraszoló                         | 5000 Ft                |
| Arichanna melanaria                           | tőzegáfonya-araszoló                      | 10 000 Ft              |
| Eumannia lepraria                             | sávos zuzmóaraszoló                       | 10 000 Ft              |
| Phyllometra culminaria                        | csüngőaraszoló                            | 100 000 Ft             |
| Odontognophos dumetatus                       | csücskös sziklaaraszoló                   | 5000 Ft                |
| Charissa intermedia                           | változó sziklaaraszoló                    | 50 000 Ft              |
| Charissa pullata                              | mészkő-sziklaaraszoló                     | 5000 Ft                |
| Charissa ambiguata                            | havasi sziklaaraszoló                     | 10 000 Ft              |
| Charissa variegata                            | tarka sziklaaraszoló                      | 50 000 Ft              |
| Chariaspilates formosarius                    | pompás lápiaraszoló (lápi tarkaaraszoló)  | 10 000 Ft              |
| Dyscia conspersaria                           | sziklaüröm-araszoló                       | 5000 Ft                |
| Perconia strigillaria                         | fehérszárnyú aranyaraszoló                | 10 000 Ft              |

- Púposszövőfélék (Notodontidae)

| Tudományos név        | Magyar elnevezés                           | Természetvédelmi érték |
| --------------------- | ------------------------------------------ | ---------------------- |
| Dicranura ulmi        | szilfa-púposszövő                          | 5000 Ft                |
| Furcula bicuspis      | apáca-púposszövő                           | 5000 Ft                |
| Leucodonta bicoloria  | aranyfoltos púposszövő                     | 10 000 Ft              |
| Drymonia velitaris    | hegyi púposszövő                           | 10 000 Ft              |
| Notodonta torva       | ritka púposszövő (kormos púposszövő)       | 10 000 Ft              |
| Pheosia gnoma         | nyírfa-púposszövő                          | 5000 Ft                |
| Odontosia carmelita   | barátka-púposszövő                         | 10 000 Ft              |
| Phalera bucephaloides | magyar púposszövő (sárgaholdas púposszövő) | 10 000 Ft              |

- Bagolylepkefélék (Noctuidae)

| Tudományos név                               | Magyar elnevezés                                | Természetvédelmi érték |
| -------------------------------------------- | ----------------------------------------------- | ---------------------- |
| Hypenodes pannonica                          | pannon karcsúbagoly (lápi karcsúbagoly)         | 50 000 Ft              |
| Idia calvaria                                | sárgafoltú kuszabagoly                          | 5000 Ft                |
| Polypogon gryphalis                          | láperdei karcsúbagoly                           | 5000 Ft                |
| Odice arcuinna                               | réti törpebagoly                                | 10 000 Ft              |
| Eublemma rosea                               | rózsaszínű törpebagoly                          | 50 000 Ft              |
| Eublemma panonica                            | magyar gyopárbagoly                             | 250 000 Ft             |
| Metachrostis dardouini                       | palakék törpebagoly                             | 10 000 Ft              |
| Ocneria rubea                                | rőt gyapjaslepke                                | 10 000 Ft              |
| Ocnogyna parasita                            | csonkaszárnyú medvelepke                        | 50 000 Ft              |
| Diaphora luctuosa                            | gyászos medvelepke                              | 50 000 Ft              |
| Epatolmis luctifera (Phragmatobia luctifera) | cigány-medvelepke                               | 50 000 Ft              |
| Arctia festiva                               | díszes medvelepke                               | 10 000 Ft              |
| Pericallia matronula                         | óriás-medvelepke                                | 100 000 Ft             |
| Parasemia plantaginis                        | útifű-medvelepke                                | 10 000 Ft              |
| Rhyparioides metelkanus                      | Metelka-medvelepke                              | 250 000 Ft             |
| Euplagia quadripunctaria                     | csíkos medvelepke                               | 5000 Ft                |
| Tyria jacobaeae                              | jakabfű-lepke                                   | 5000 Ft                |
| Coscinia cribraria                           | pettyes molyszövő                               | 10 000 Ft              |
| Nudaria mundana                              | csupasz medvelepke                              | 10 000 Ft              |
| Paidia rica                                  | májmoha-medvelepke                              | 10 000 Ft              |
| Lygephila ludicra                            | keskenyszárnyú csüdfűbagoly                     | 50 000 Ft              |
| Arytrura musculus                            | keleti lápibagoly                               | 250 000 Ft             |
| Catocala conversa                            | füstös övesbagoly                               | 10 000 Ft              |
| Catocala diversa (Ephesia diversa)           | kőrisfa-övesbagoly                              | 10 000 Ft              |
| Catocala fraxini                             | kék övesbagoly                                  | 5000 Ft                |
| Catocala dilecta (Astiotes dilecta)          | nagy övesbagoly                                 | 10 000 Ft              |
| Abrostola agnorista                          | sziklalakó csalánbagoly                         | 10 000 Ft              |
| Diachrysia chryson                           | nagyfoltú aranybagoly                           | 50 000 Ft              |
| Diachrysia zosimi                            | vérfű-aranybagoly (nemes aranybagoly)           | 50 000 Ft              |
| Diachrysia nadeja                            | szélessávú aranybagoly                          | 50 000 Ft              |
| Euchalcia variabilis                         | sisakvirág-aranybagoly                          | 10 000 Ft              |
| Euchalcia modestoides                        | zöld aranybagoly                                | 10 000 Ft              |
| Polychrysia moneta                           | szélesszárnyú aranybagoly                       | 50 000 Ft              |
| Panchrysia deaurata                          | pompás aranybagoly                              | 50 000 Ft              |
| Lamprotes c-aureum                           | c-betűs aranybagoly                             | 50 000 Ft              |
| Autographa jota                              | i-betűs aranybagoly                             | 10 000 Ft              |
| Autographa bractea                           | aranyfoltú aranybagoly                          | 10 000 Ft              |
| Apaustis rupicola                            | szirti törpebagoly                              | 10 000 Ft              |
| Mesotrosta signalis                          | fehérjegyű törpebagoly                          | 50 000 Ft              |
| Shargacucullia thapsiphaga                   | fakó csuklyásbagoly                             | 5000 Ft                |
| Shargacucullia gozmanyi                      | Gozmány-csuklyásbagoly                          | 10 000 Ft              |
| Shargacucullia prenanthis                    | tavaszigörvélyfű-csuklyásbagoly                 | 5000 Ft                |
| Cucullia scopariae                           | seprősüröm-csuklyásbagoly                       | 10 000 Ft              |
| Cucullia farmosa                             | díszes csuklyásbagoly                           | 100 000 Ft             |
| Cucullia argentea                            | ezüstfoltos csuklyásbagoly                      | 10 000 Ft              |
| Cucullia gnaphalii                           | aranyvessző-csuklyásbagoly                      | 50 000 Ft              |
| Cucullia lucifuga                            | hamvas csuklyásbagoly                           | 10 000 Ft              |
| Cucullia balsamitae                          | homoki-csuklyásbagoly                           | 10 000 Ft              |
| Cucullia campanulae                          | harangvirág-csuklyásbagoly                      | 50 000 Ft              |
| Cucullia chamomillae                         | székfű-csuklyásbagoly                           | 5000 Ft                |
| Cucullia mixta                               | vértesi csuklyásbagoly                          | 100 000 Ft             |
| Cucullia xeranthemi                          | vasvirág-csuklyásbagoly                         | 10 000 Ft              |
| Cucullia tanaceti                            | vonalkás csuklyásbagoly                         | 5000 Ft                |
| Cucullia dracunculi                          | lilásszürke csuklyásbagoly                      | 50 000 Ft              |
| Cucullia asteris                             | őszirózsa-csuklyásbagoly                        | 5000 Ft                |
| Epimecia ustula                              | ördögszem-apróbagoly                            | 50 000 Ft              |
| Amphipyra cinnamomea (Pyrois cinnamomeá)     | ritka fahéj bagoly                              | 10 000 Ft              |
| Asteroscopus syriacus                        | magyar őszi-fésűsbagoly (Kovács-bundásbagoly)   | 100 000 Ft             |
| Periphanes delphinii                         | szarkalábbagoly                                 | 10 000 Ft              |
| Pyrrhia purpurina                            | ezerjófűbagoly                                  | 50 000 Ft              |
| Schinia cardui                               | keserűgyökér-nappalibagoly                      | 5000 Ft                |
| Schinia cognata                              | nyúlparéj-nappalibagoly                         | 5000 Ft                |
| Methorasa latreillei                         | gyöngypettyes bagoly                            | 10 000 Ft              |
| Caradrina gilva (Eremodrina gilva)           | platina-vacakbagoly (ezüstös apróbagoly)        | 5000 Ft                |
| Mormo maura                                  | gyászbagoly                                     | 5000 Ft                |
| Phlogophora scita                            | halványzöld csipkésbagoly                       | 10 000 Ft              |
| Oxytripia orbiculosa                         | nagyfoltú bagoly                                | 250 000 Ft             |
| Staurophora celsia                           | buckabagoly                                     | 5000 Ft                |
| Gortyna borelii                              | nagy szikibagoly                                | 250 000 Ft             |
| Hydraecia petasitis                          | nagy vízibagoly                                 | 5000 Ft                |
| Amphipoea lucens                             | törékeny lápibagoly                             | 5000 Ft                |
| Fabula zollikoferi (Luperina zollikoferi)    | óriás-szürkebagoly                              | 10 000 Ft              |
| Phragmatiphila nexa                          | lángszínű nádibagoly                            | 50 000 Ft              |
| Oria musculosa                               | szalmasárga búzabagoly                          | 10 000 Ft              |
| Photedes captiuncula                         | hegyi törpebagoly                               | 50 000 Ft              |
| Apamea platinea                              | platina-dudvabagoly                             | 10 000 Ft              |
| Apamea syriaca                               | Tallós-dudvabagoly                              | 5000 Ft                |
| Enargia abluta                               | fakó nyárfabagoly                               | 10 000 Ft              |
| Atethmia ambusta                             | körtebagoly                                     | 10 000 Ft              |
| Lithophane semibrunnea                       | keskenyszárnyú fabagoly                         | 5000 Ft                |
| Orbona fragariae                             | óriás-télibagoly                                | 5000 Ft                |
| Spudaea ruticilla                            | tölgyfa-őszibagoly                              | 5000 Ft                |
| Rileyiana fovea                              | zörgőbagoly                                     | 10 000 Ft              |
| Scotochrosta pulla                           | sötét őszibagoly                                | 5000 Ft                |
| Dichonia aeruginea                           | hamvas tölgybagoly                              | 10 000 Ft              |
| Polymixis rufocincta                         | villányi télibagoly                             | 100 000 Ft             |
| Anarta myrtilli                              | csarabbagoly                                    | 50 000 Ft              |
| Saragossa porosa                             | sziki ürömbagoly                                | 50 000 Ft              |
| Saragossa implexa                            | ázsiai szegfűbagoly                             | 10 000 Ft              |
| Hyssia cavernosa                             | feketejegyű rétibagoly                          | 10 000 Ft              |
| Dioszeghyana schmidtii                       | magyar tavaszi-fésűsbagoly (magyar barkabagoly) | 100 000 Ft             |
| Actebia praecox                              | homoki zöldbagoly                               | 10 000 Ft              |
| Actebia fugax (Parexarnis fugax)             | pusztai földibagoly                             | 10 000 Ft              |
| Dichagyris musiva                            | szegélyes földibagoly                           | 10 000 Ft              |
| Dichagyris candelisequa                      | szigonyos földibagoly                           | 10 000 Ft              |
| Euxoa distinguenda                           | keleti földibagoly                              | 10 000 Ft              |
| Euxoa vitta                                  | dolomit-földibagoly                             | 50 000 Ft              |
| Euxoa hastifera                              | fehérsávos földibagoly                          | 5000 Ft                |
| Euxoa birivia                                | ezüstös földibagoly                             | 10 000 Ft              |
| Euxoa decora                                 | selymes földibagoly                             | 10 000 Ft              |
| Diarsia dahlii                               | barnáspiros földibagoly                         | 5000 Ft                |
| Lycophotia porphyrea                         | porfírbagoly                                    | 10 000 Ft              |
| Chersotis fimbriola                          | kökörcsinvirág-földibagoly                      | 50 000 Ft              |
| Chersotis cuprea                             | rézfényű földibagoly                            | 10 000 Ft              |
| Divaena haywardi                             | Hayward-sárgafűbagoly                           | 10 000 Ft              |
| Xestia sexstrigata                           | hatcsíkú földibagoly                            | 10 000 Ft              |
| Naenia typica                                | hálózatos sóskabagoly                           | 5000 Ft                |

- Busalepkefélék (Hesperiidae)

| Tudományos név         | Magyar elnevezés                        | Természetvédelmi érték |
| ---------------------- | --------------------------------------- | ---------------------- |
| Carcharodus lavatherae | tisztesfű-busalepke                     | 50 000 Ft              |
| Heteropterus morpheus  | tükrös busalepke                        | 10 000 Ft              |
| Spialia orbifer        | törpebusalepke                          | 10 000 Ft              |
| Spialia sertorius      | lápi busalepke (nyugati törpebusalepke) | 10 000 Ft              |
| Pyrgus alveus          | hegyi busalepke                         | 10 000 Ft              |
| Pyrgus serratulae      | homályos busalepke                      | 10 000 Ft              |
| Thymelicus acteon      | csíkos busalepke                        | 10 000 Ft              |

- Pillangófélék (Papilionidae)

| Tudományos név        | Magyar elnevezés  | Természetvédelmi érték |
| --------------------- | ----------------- | ---------------------- |
| Zerynthia polyxena    | farkasalmalepke   | 50 000 Ft              |
| Parnassius mnemosyne  | kis apollólepke   | 50 000 Ft              |
| Iphiclides podalirius | kardoslepke       | 10 000 Ft              |
| Papilio machaon       | fecskefarkú lepke | 10 000 Ft              |

- Fehérlepkefélék (Pieridae)

| Tudományos név     | Magyar elnevezés                       | Természetvédelmi érték |
| ------------------ | -------------------------------------- | ---------------------- |
| Colias chrysotheme | dolomit-kéneslepke                     | 100 000 Ft             |
| Colias myrmidone   | narancsszínű kéneslepke (narancslepke) | 100 000 Ft             |
| Gonepteryx rhamni  | citromlepke                            | 5000 Ft                |
| Leptidea morsei    | keleti mustárlepke                     | 50 000 Ft              |
| Pieris mannii      | magyar fehérlepke                      | 50 000 Ft              |
| Pieris ergane      | sziklai fehérlepke                     | 50 000 Ft              |
| Pieris bryoniae    | hegyi fehérlepke                       | 50 000 Ft              |

- Boglárkalepkefélék (Lycaenidae)

| Tudományos név                              | Magyar elnevezés                     | Természetvédelmi érték |
| ------------------------------------------- | ------------------------------------ | ---------------------- |
| Lycaena dispar                              | nagy tűzlepke                        | 50 000 Ft              |
| Lycaena thersamon                           | kis tűzlepke                         | 10 000 Ft              |
| Lycaena hippothoe                           | havasi tűzlepke                      | 50 000 Ft              |
| Lycaena alciphron                           | ibolyás tűzlepke                     | 10 000 Ft              |
| Neozephyrus quercus                         | tölgyfalepke                         | 5000 Ft                |
| Thecla betulae                              | nyírfa-csücsköslepke                 | 5000 Ft                |
| Satyrium w-album                            | szilfa-csücsköslepke                 | 10 000 Ft              |
| Satyrium pruni                              | szilvafa-csücsköslepke               | 5000 Ft                |
| Satyrium spini                              | kökény-csücsköslepke                 | 10 000 Ft              |
| Satyrium ilicis                             | tölgyfa-csücsköslepke                | 10 000 Ft              |
| Cupido osiris                               | hegyi törpeboglárka                  | 50 000 Ft              |
| Cupido alcetas (Everes alcetas)             | palakék boglárka                     | 5000 Ft                |
| Cupido decolorata (Everes decolorata)       | fakó boglárka                        | 5000 Ft                |
| Pseudophilotes schiffermuelleri             | apró boglárka                        | 10 000 Ft              |
| Scoliantides orion                          | szemes boglárka                      | 5000 Ft                |
| Jolana iolas                                | magyar boglárka                      | 250 000 Ft             |
| Glaucopsyche alexis                         | nagyszemes boglárka                  | 5000 Ft                |
| Maculinea alcon (Phengaris alcon)           | szürkés hangyaboglárka               | 50 000 Ft              |
| Maculinea arion (Phengaris arion)           | nagyfoltú hangyaboglárka             | 50 000 Ft              |
| Maculinea nausithous (Phengaris nausithous) | sötét hangyaboglárka (zanótboglárka) | 50 000 Ft              |
| Maculinea teleius (Phengaris teleius)       | vérfű-hangyaboglárka                 | 50 000 Ft              |
| Plebejus idas                               | északi boglárka                      | 10 000 Ft              |
| Plebejus sephirus                           | fóti boglárka                        | 100 000 Ft             |
| Aricia agestis                              | szerecsenboglárka                    | 5000 Ft                |
| Aricia artaxerxes                           | bükki szerecsenboglárka              | 50 000 Ft              |
| Aricia eumedon                              | gólyaorr-boglárka                    | 10 000 Ft              |
| Polyommatus thersites                       | ibolyaszín boglárka                  | 10 000 Ft              |
| Polyommatus dorylas                         | fénylő boglárka                      | 5000 Ft                |
| Polyommatus damon                           | csíkos boglárka                      | 100 000 Ft             |
| Polyommatus admetus                         | bundás boglárka                      | 10 000 Ft              |
| Polyommatus amandus                         | csillogó boglárka                    | 10 000 Ft              |

- Tarkalepkefélék (Nymphalidae)

| Tudományos név                        | Magyar elnevezés           | Természetvédelmi érték |
| ------------------------------------- | -------------------------- | ---------------------- |
| Libythea celtis                       | csőröslepke                | 5000 Ft                |
| Limenitis populi                      | nagy nyárfalepke           | 100 000 Ft             |
| Limenitis camilla                     | kis lonclepke              | 10 000 Ft              |
| Limenitis reducta                     | kék lonclepke              | 50 000 Ft              |
| Neptis rivularis                      | nagy fehérsávoslepke       | 10 000 Ft              |
| Neptis sappho                         | kis fehérsávoslepke        | 10 000 Ft              |
| Argynnis paphia                       | nagy gyöngyházlepke        | 5000 Ft                |
| Argynnis laodice                      | keleti gyöngyházlepke      | 50 000 Ft              |
| Argynnis pandora                      | zöldes gyöngyházlepke      | 5000 Ft                |
| Argynnis niobe                        | ibolya-gyöngyházlepke      | 10 000 Ft              |
| Brenthis daphne                       | málna-gyöngyházlepke       | 5000 Ft                |
| Brenthis ino                          | lápi gyöngyházlepke        | 50 000 Ft              |
| Brenthis hecate                       | rozsdaszínű gyöngyházlepke | 5000 Ft                |
| Boloria euphrosyne                    | árvácska-gyöngyházlepke    | 5000 Ft                |
| Boloria selene                        | fakó gyöngyházlepke        | 10 000 Ft              |
| Apatura ilia                          | kis színjátszólepke        | 10 000 Ft              |
| Apatura iris                          | nagy színjátszólepke       | 50 000 Ft              |
| Apatura metis                         | magyar színjátszólepke     | 100 000 Ft             |
| Euphydryas aurinia                    | lápi tarkalepke            | 50 000 Ft              |
| Euphydryas maturna                    | díszes tarkalepke          | 50 000 Ft              |
| Melitaea diamina                      | kockás tarkalepke          | 10 000 Ft              |
| Melitaea ornata                       | magyar tarkalepke          | 50 000 Ft              |
| Melitaea trivia                       | kis tarkalepke             | 5000 Ft                |
| Melitaea aurelia                      | recés tarkalepke           | 10 000 Ft              |
| Melitaea britomartis                  | barnás tarkalepke          | 10 000 Ft              |
| Aglais io (Inachis io)                | nappali pávaszem           | 5000 Ft                |
| Aglais urticae (Nymphalis urticae)    | kis rókalepke              | 50 000 Ft              |
| Nymphalis polychloros                 | nagy rókalepke             | 10 000 Ft              |
| Nymphalis xanthomelas                 | vörös rókalepke            | 50 000 Ft              |
| Nymphalis vau-album                   | l-betűs rókalepke          | 50 000 Ft              |
| Nymphalis antiopa                     | gyászlepke                 | 50 000 Ft              |
| Nymphalis c-album (Polygonia c-album) | c-betűs lepke              | 5000 Ft                |
| Vanessa atalanta                      | atalantalepke              | 5000 Ft                |
| Lopinga achine                        | sápadt szemeslepke         | 100 000 Ft             |
| Pyronia tithonus                      | kis ökörszemlepke          | 10 000 Ft              |
| Coenonympha oedippus                  | ezüstsávos szénalepke      | 250 000 Ft             |
| Hyponephele lycaon                    | erdei ökörszemlepke        | 50 000 Ft              |
| Hyponephele lupina                    | homoki ökörszemlepke       | 50 000 Ft              |
| Erebia ligea                          | fehércsíkú szerecsenlepke  | 10 000 Ft              |
| Erebia medusa                         | tavaszi szerecsenlepke     | 5000 Ft                |
| Erebia aethiops                       | közönséges szerecsenlepke  | 50 000 Ft              |
| Hipparchia semele                     | barna szemeslepke          | 10 000 Ft              |
| Hipparchia statilinus                 | homoki szemeslepke         | 10 000 Ft              |
| Arethusana arethusa                   | közönséges szemeslepke     | 5000 Ft                |
| Chazara briseis                       | tarka szemeslepke          | 50 000 Ft              |

#### Kétszárnyúak(Diptera)
| Tudományos név         | Magyar elnevezés         | Természetvédelmi érték |
| ---------------------- | ------------------------ | ---------------------- |
| Sphyracephala europaea | európai nyelesszemű-légy | 10 000 Ft              |

#### Hártyásszárnyúak(Hymenoptera)
| Tudományos név           | Magyar elnevezés      | Természetvédelmi érték |
| ------------------------ | --------------------- | ---------------------- |
| Batazonellus lacerticida | pompás útonállódarázs | 5000 Ft                |
| Bombus argillaceus       | délvidéki poszméh     | 50 000 Ft              |
| Bombus confusus          | bársonyos poszméh     | 10 000 Ft              |
| Bombus fragrans          | óriásposzméh          | 100 000 Ft             |
| Bombus humilis           | változékony poszméh   | 5000 Ft                |
| Bombus laesus            | rozsdássárga poszméh  | 10 000 Ft              |
| Bombus muscorum          | sárga poszméh         | 10 000 Ft              |
| Bombus paradoxus         | ritka poszméh         | 10 000 Ft              |
| Bombus pomorum           | vörhenyes poszméh     | 10 000 Ft              |
| Bombus ruderatus         | ligeti poszméh        | 5000 Ft                |
| Bombus silvarum          | erdei poszméh         | 5000 Ft                |
| Bombus soroeensis        | bogáncsposzméh        | 5000 Ft                |
| Bombus subterraneus      | rövidszőrű poszméh    | 5000 Ft                |
| Dasypoda mixta           | ritka gatyásméh       | 5000 Ft                |
| Ichneumon dispar         | gyapjaslepke-fürkész  | 5000 Ft                |
| Megascolia maculata      | óriás-tőrösdarázs     | 50 000 Ft              |
| Parnopes grandior        | pompás fémdarázs      | 5000 Ft                |
| Protichneumon pisarius   | nagy szenderfürkész   | 10 000 Ft              |
| Rhyssa persuasoria       | óriás-fenyőfürkész    | 5000 Ft                |
| Sphex rufocinctus        | szöcskeölő darázs     | 5000 Ft                |
| Stilbium cyanurum        | nagy smaragdfémdarázs | 10 000 Ft              |

Fészeképítő hangyafajok védett fészkei (bolyok)
| Tudományos név       | Magyar elnevezés      | Természetvédelmi érték |
| -------------------- | --------------------- | ---------------------- |
| Formica rufa         | erdei vöröshangya     | 50 000 Ft              |
| Formica polyctena    | kis vöröshangya       | 50 000 Ft              |
| Formica pressilabris | kis vitézhangya       | 50 000 Ft              |
| Formica exsecta      | nagy vitézhangya      | 50 000 Ft              |
| Formica truncorum    | pirosfejű vöröshangya | 50 000 Ft              |
| Formica pratensis    | réti vöröshangya      | 50 000 Ft              |

## Gerincesek(Vertebrata)

### Ingolák(Cephalaspidomorphi)
- Ingolaalakúak (Petromyzontiformes)
  - Ingolafélék (Petromyzontidae)

| Tudományos név         | Magyar elnevezés | Természetvédelmi érték |
| ---------------------- | ---------------- | ---------------------- |
| Eudontomyzon danfordi  | tiszai ingola    | 250 000 Ft             |
| Eudontomyzon mariae    | dunai ingola     | 100 000 Ft             |
| Eudontomyzon vladykovi | Vladykov-ingola  | 100 000 Ft             |

### Csontos halak(Osteichtyes)

#### Sugarasúszójú halak(Actinopterygii)

##### Tokalakúak(Acipenseriformes)
- Tokfélék (Acipenseridae)

| Tudományos név           | Magyar elnevezés | Természetvédelmi érték |
| ------------------------ | ---------------- | ---------------------- |
| Huso huso                | viza             | 50 000 Ft              |
| Acipenser gueldenstaedti | vágótok          | 50 000 Ft              |
| Acipenser nudiventris    | sima tok         | 50 000 Ft              |
| Acipenser stellatus      | sőregtok         | 50 000 Ft              |

##### Heringalakúak(Clupeiformes)
- Heringfélék (Clupeidae)

| Tudományos név   | Magyar elnevezés | Természetvédelmi érték |
| ---------------- | ---------------- | ---------------------- |
| Alosa immaculata | dunai hering     | 5000 Ft                |

##### Pontyalakúak(Cypriniformes)

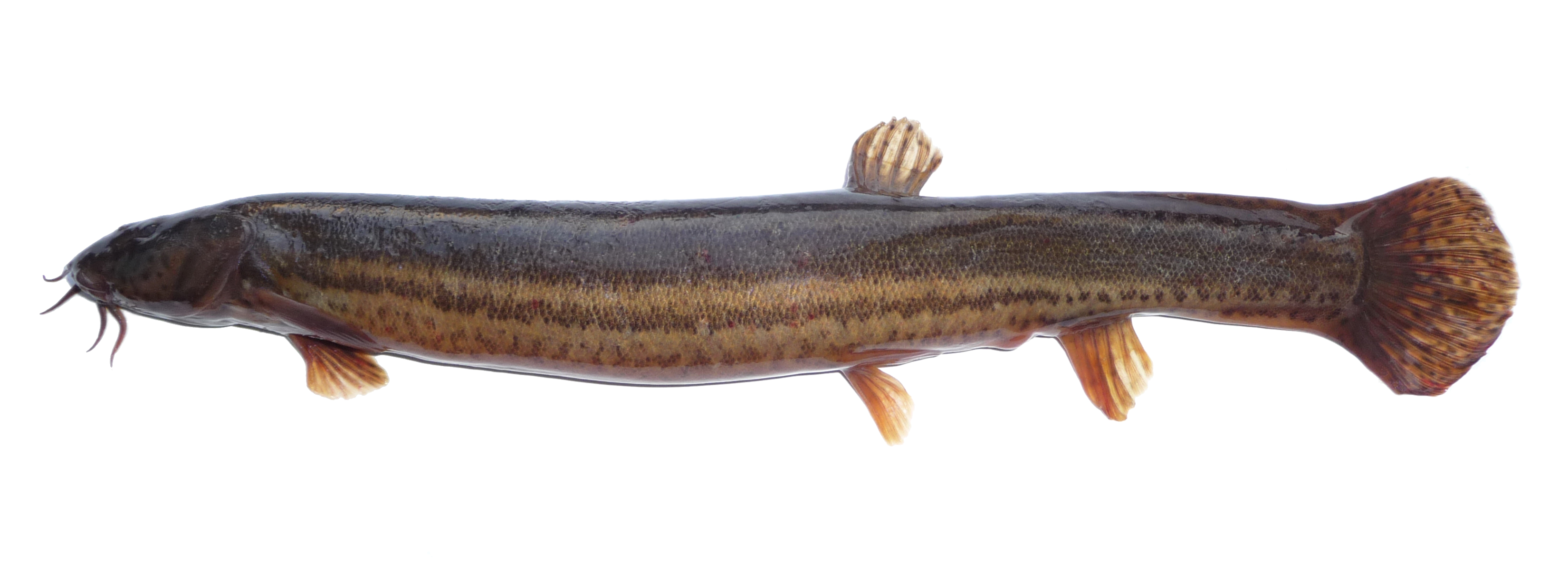
Réti csík

- Pontyfélék (Cyprinidae)

| Tudományos név                                | Magyar elnevezés             | Természetvédelmi érték |
| --------------------------------------------- | ---------------------------- | ---------------------- |
| Rutilus pigus                                 | leánykoncér                  | 10 000 Ft              |
| Rutilus frisii                                | gyöngyös koncér              | 5000 Ft                |
| Leuciscus leuciscus                           | nyúldomolykó                 | 10 000 Ft              |
| Leuciscus souffia (Telestes souffia)          | vaskos csabak                | 10 000 Ft              |
| Phoxinus phoxinus                             | fürge cselle                 | 10 000 Ft              |
| Leucaspius delineatus                         | kurta baing                  | 10 000 Ft              |
| Alburnoides bipunctatus                       | sujtásos küsz                | 10 000 Ft              |
| Barbus meridionalis                           | Petényi-márna (magyar márna) | 100 000 Ft             |
| Gobio gobio                                   | fenékjáró küllő              | 10 000 Ft              |
| Gobio albipinnatus (Romanogobio albipinnatus) | halványfoltú küllő           | 10 000 Ft              |
| Gobio kesslerii (Romanogobio kesslerii)       | homoki küllő                 | 100 000 Ft             |
| Gobio uranoscopus (Romanogobio uranoscopus)   | felpillantó küllő            | 100 000 Ft             |
| Rhodeus sericeus                              | szivárványos ökle            | 5000 Ft                |

- Csíkfélék (Cobitidae)

| Tudományos név     | Magyar elnevezés | Természetvédelmi érték |
| ------------------ | ---------------- | ---------------------- |
| Misgurnus fossilis | réti csík        | 10 000 Ft              |
| Cobitis taenia     | vágó csík        | 10 000 Ft              |
| Sabanejewia aurata | törpecsík        | 10 000 Ft              |

- Kövicsíkfélék (Balitoridae)

| Tudományos név      | Magyar elnevezés | Természetvédelmi érték |
| ------------------- | ---------------- | ---------------------- |
| Barbatula barbatula | kövi csík        | 10 000 Ft              |

##### Pisztrángalakúak(Salmoniformes)
- Pócfélék (Umbridae)

| Tudományos név | Magyar elnevezés | Természetvédelmi érték |
| -------------- | ---------------- | ---------------------- |
| Umbra krameri  | lápi póc         | 250 000 Ft             |

- Pisztrángfélék (Salmonidae)

| Tudományos név      | Magyar elnevezés | Természetvédelmi érték |
| ------------------- | ---------------- | ---------------------- |
| Thymallus thymallus | pénzes pér       | 5000 Ft                |
| Hucho hucho         | dunai galóca     | 100 000 Ft             |

##### Sárkányfejűhal-alakúak(Scorpaeniformes)
- Kölöntefélék (Cottidae)

| Tudományos név    | Magyar elnevezés | Természetvédelmi érték |
| ----------------- | ---------------- | ---------------------- |
| Cottus gobio      | botos kölönte    | 50 000 Ft              |
| Cottus poecilopus | cifra kölönte    | 5000 Ft                |

##### Sügéralakúak(Perciformes)
- Sügérfélék (Percidae)

| Tudományos név           | Magyar elnevezés | Természetvédelmi érték |
| ------------------------ | ---------------- | ---------------------- |
| Gymnocephalus baloni     | széles durbincs  | 5000 Ft                |
| Gymnocephalus schraetser | selymes durbincs | 50 000 Ft              |
| Zingel zingel            | magyar bucó      | 100 000 Ft             |
| Zingel streber           | német bucó       | 100 000 Ft             |

### Kétéltűek(Amphibia)

#### Farkos kétéltűek(Caudata)
- Szalamandrafélék (Salamandridae)

| Tudományos név        | Magyar elnevezés       | Természetvédelmi érték |
| --------------------- | ---------------------- | ---------------------- |
| Salamandra salamandra | foltos szalamandra     | 50 000 Ft              |
| Triturus alpestris    | alpesi gőte            | 100 000 Ft             |
| Triturus carnifex     | alpesi tarajosgőte     | 50 000 Ft              |
| Triturus cristatus    | közönséges tarajosgőte | 50 000 Ft              |
| Triturus dobrogicus   | dunai gőte             | 50 000 Ft              |
| Triturus vulgaris     | pettyes gőte           | 10 000 Ft              |

#### Békák(Anura)
- Korongnyelvűbéka-félék (Discoglossidae)

| Tudományos név    | Magyar elnevezés | Természetvédelmi érték |
| ----------------- | ---------------- | ---------------------- |
| Bombina bombina   | vöröshasú unka   | 10 000 Ft              |
| Bombina variegata | sárgahasú unka   | 50 000 Ft              |

- Ásóbékafélék (Pelobatidae)

| Tudományos név   | Magyar elnevezés | Természetvédelmi érték |
| ---------------- | ---------------- | ---------------------- |
| Pelobates fuscus | barna ásóbéka    | 10 000 Ft              |

- Varangyfélék (Bufonidae)

| Tudományos név | Magyar elnevezés | Természetvédelmi érték |
| -------------- | ---------------- | ---------------------- |
| Bufo bufo      | barna varangy    | 10 000 Ft              |
| Bufo viridis   | zöld varangy     | 10 000 Ft              |

- Levelibéka-félék (Hylidae)

| Tudományos név | Magyar elnevezés | Természetvédelmi érték |
| -------------- | ---------------- | ---------------------- |
| Hyla arborea   | zöld levelibéka  | 10 000 Ft              |

- Valódibéka-félék (Ranidae)

| Tudományos név                         | Magyar elnevezés       | Természetvédelmi érték |
| -------------------------------------- | ---------------------- | ---------------------- |
| Rana arvalis                           | mocsári béka           | 50 000 Ft              |
| Rana dalmatina                         | erdei béka             | 10 000 Ft              |
| Rana temporaria                        | gyepi béka             | 50 000 Ft              |
| Rana lessonae (Pelophylax lessonae)    | kis tavibéka           | 10 000 Ft              |
| Rana esculenta (Pelophylax esculentus) | kecskebéka             | 10 000 Ft              |
| Rana ridibunda (Pelophylax ridibundus) | kacagó béka (tavibéka) | 10 000 Ft              |

### Hüllők(Reptilia)

#### Teknősök(Testudines)
- Mocsáriteknős-félék (Emydidae)

| Tudományos név   | Magyar elnevezés | Természetvédelmi érték |
| ---------------- | ---------------- | ---------------------- |
| Emys orbicularis | mocsári teknős   | 50 000 Ft              |

#### Pikkelyes hüllők(Squamata)
- Nyakörvösgyíkfélék (Lacertidae)

| Tudományos név                      | Magyar elnevezés | Természetvédelmi érték |
| ----------------------------------- | ---------------- | ---------------------- |
| Lacerta agilis                      | fürge gyík       | 25 000 Ft              |
| Lacerta viridis                     | zöld gyík        | 25 000 Ft              |
| Podarcis muralis                    | fali gyík        | 25 000 Ft              |
| Podarcis taurica                    | homoki gyík      | 50 000 Ft              |
| Zootoca vivipara (Lacerta vivipara) | elevenszülő gyík | 100 000 Ft             |

- Szkinkfélék (vakondokgyíkfélék)	(Scincidae)

| Tudományos név        | Magyar elnevezés          | Természetvédelmi érték |
| --------------------- | ------------------------- | ---------------------- |
| Ablepharus kitaibelii | pannon gyík (magyar gyík) | 250 000 Ft             |

- Lábatlangyíkfélék (Anguidae)

| Tudományos név  | Magyar elnevezés | Természetvédelmi érték |
| --------------- | ---------------- | ---------------------- |
| Anguis fragilis | lábatlan gyík    | 25 000 Ft              |

- Siklófélék (Colubridae)

| Tudományos név                          | Magyar elnevezés | Természetvédelmi érték |
| --------------------------------------- | ---------------- | ---------------------- |
| Elaphe longissima (Zamenis longissimus) | erdei sikló      | 50 000 Ft              |
| Coluber caspius (Dolichophis caspius)   | haragos sikló    | 500 000 Ft             |
| Coronella austriaca                     | rézsikló         | 50 000 Ft              |
| Natrix natrix                           | vízisikló        | 25 000 Ft              |
| Natrix tessellata                       | kockás sikló     | 25 000 Ft              |

- Viperafélék (Viperidae)

| Tudományos név | Magyar elnevezés | Természetvédelmi érték |
| -------------- | ---------------- | ---------------------- |
| Vipera berus   | keresztes vipera | 250 000 Ft             |
| Vipera ursinii | parlagi vipera   | 1 000 000 Ft           |

### Madarak(Aves)

#### Lúdalakúak(Anseriformes)

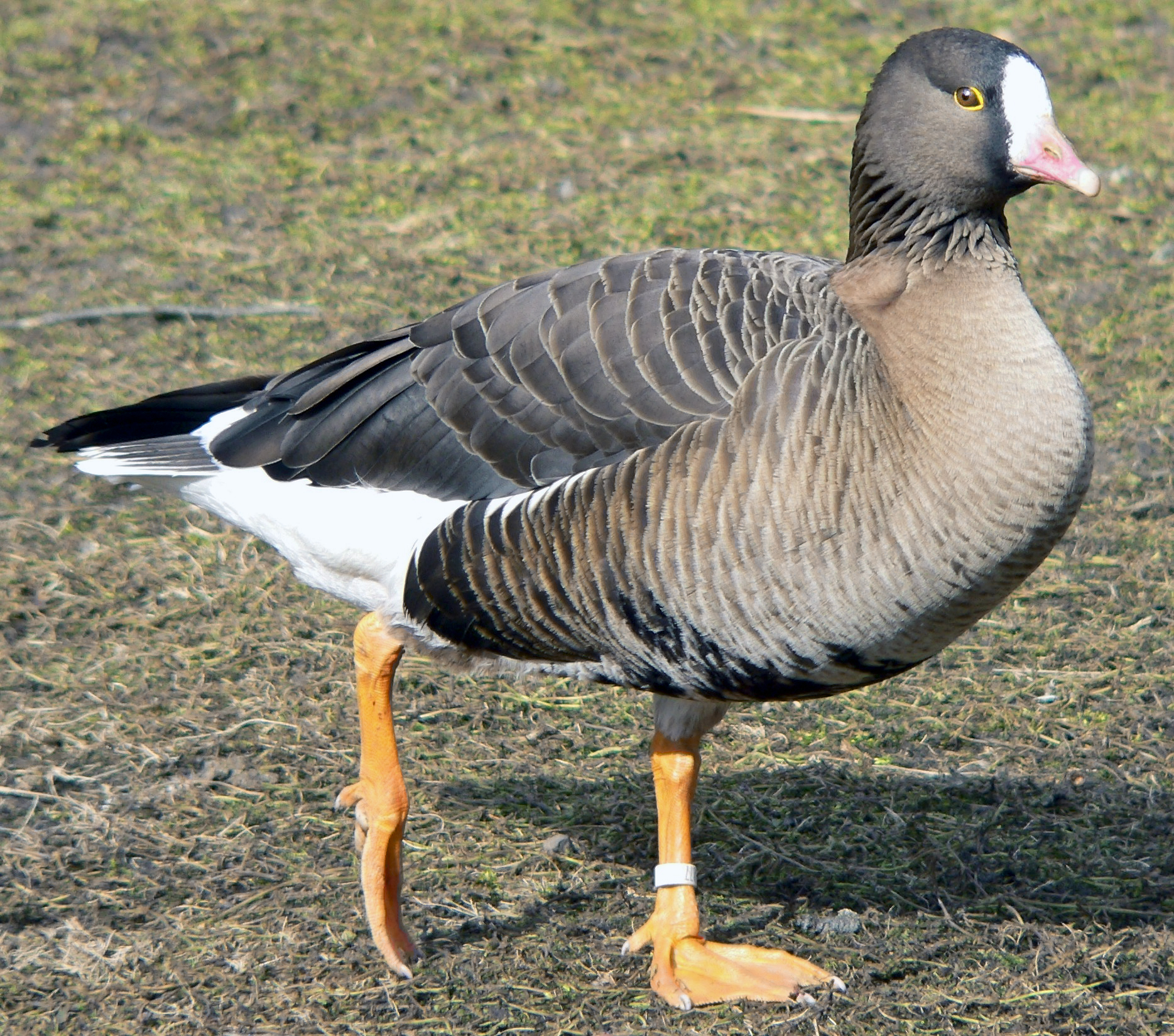
Kis lilik

- Récefélék (Anatidae)

| Tudományos név              | Magyar elnevezés   | Természetvédelmi érték |
| --------------------------- | ------------------ | ---------------------- |
| Cygnus columbianus          | kis hattyú         | 50 000 Ft              |
| Cygnus cygnus               | énekes hattyú      | 50 000 Ft              |
| Anser brachyrhynchus        | rövidcsőrű lúd     | 25 000 Ft              |
| Anser erythropus            | kis lilik          | 1 000 000 Ft           |
| Branta leucopsis            | apácalúd           | 25 000 Ft              |
| Branta bernicla             | örvös lúd          | 50 000 Ft              |
| Branta ruficollis           | vörösnyakú lúd     | 1 000 000 Ft           |
| Tadorna ferruginea          | vörös ásólúd       | 25 000 Ft              |
| Tadorna tadorna             | bütykös ásólúd     | 50 000 Ft              |
| Anas penelope               | fütyülő réce       | 50 000 Ft              |
| Anas strepera               | kendermagos réce   | 50 000 Ft              |
| Anas crecca                 | csörgő réce        | 50 000 Ft              |
| Anas acuta                  | nyílfarkú réce     | 50 000 Ft              |
| Anas querquedula            | böjti réce         | 100 000 Ft             |
| Anas clypeata               | kanalas réce       | 50 000 Ft              |
| Marmaronetta angustirostris | márványos réce     | 250 000 Ft             |
| Netta rufina                | üstökösréce        | 50 000 Ft              |
| Aythya ferina               | barátréce          | 50 000 Ft              |
| Aythya nyroca               | cigányréce         | 500 000 Ft             |
| Aythya fuligula             | kontyos réce       | 50 000 Ft              |
| Aythya marila               | hegyi réce         | 50 000 Ft              |
| Somateria mollissima        | pehelyréce         | 50 000 Ft              |
| Somateria spectabilis       | cifra pehelyréce   | 25 000 Ft              |
| Polysticta stelleri         | Steller-pehelyréce | 250 000 Ft             |
| Clangula hyemalis           | jegesréce          | 250 000 Ft             |
| Melanitta nigra             | fekete réce        | 50 000 Ft              |
| Melanitta fusca             | füstös réce        | 250 000 Ft             |
| Bucephala clangula          | kerceréce          | 50 000 Ft              |
| Mergus albellus             | kis bukó           | 50 000 Ft              |
| Mergus serrator             | örvös bukó         | 50 000 Ft              |
| Mergus merganser            | nagy bukó          | 50 000 Ft              |
| Oxyura leucocephala         | kékcsőrű réce      | 500 000 Ft             |

#### Tyúkalakúak(Galliformes)
- Fajdfélék (Tetraonidae)

| Tudományos név                     | Magyar elnevezés | Természetvédelmi érték |
| ---------------------------------- | ---------------- | ---------------------- |
| Tetrastes bonasia (Bonasa bonasia) | császármadár     | 500 000 Ft             |
| Tetrao tetrix (Lyrurus tetrix)     | nyírfajd         | 50 000 Ft              |
| Tetrao urogallus                   | siketfajd        | 50 000 Ft              |

- Fácánfélék (Phasianidae)

| Tudományos név    | Magyar elnevezés | Természetvédelmi érték |
| ----------------- | ---------------- | ---------------------- |
| Coturnix coturnix | fürj             | 50 000 Ft              |

#### Búváralakúak(Gaviiformes)
- Búvárfélék (Gaviidae)

| Tudományos név | Magyar elnevezés | Természetvédelmi érték |
| -------------- | ---------------- | ---------------------- |
| Gavia stellata | északi búvár     | 25 000 Ft              |
| Gavia arctica  | sarki búvár      | 25 000 Ft              |
| Gavia immer    | jeges búvár      | 25 000 Ft              |

#### Vöcsökalakúak(Podocopediformes)
- Vöcsökfélék (Podicipedidae)

| Tudományos név         | Magyar elnevezés   | Természetvédelmi érték |
| ---------------------- | ------------------ | ---------------------- |
| Tachybaptus ruficollis | kis vöcsök         | 50 000 Ft              |
| Podiceps cristatus     | búbos vöcsök       | 50 000 Ft              |
| Podiceps grisegena     | vörösnyakú vöcsök  | 250 000 Ft             |
| Podiceps auritus       | füles vöcsök       | 50 000 Ft              |
| Podiceps nigricollis   | feketenyakú vöcsök | 100 000 Ft             |

#### Gödényalakúak(Pelecaniformes)
- Gödényfélék (Pelecanidae)

| Tudományos név        | Magyar elnevezés | Természetvédelmi érték |
| --------------------- | ---------------- | ---------------------- |
| Pelecanus onocrotalus | rózsás gödény    | 250 000 Ft             |
| Pelecanus crispus     | borzas gödény    | 500 000 Ft             |

- Kárókatonafélék (Phalacrocoracidae)

| Tudományos név        | Magyar elnevezés | Természetvédelmi érték |
| --------------------- | ---------------- | ---------------------- |
| Phalacrocorax pygmeus | kis kárókatona   | 100 000 Ft             |

#### Gólyaalakúak(Ciconiiformes)

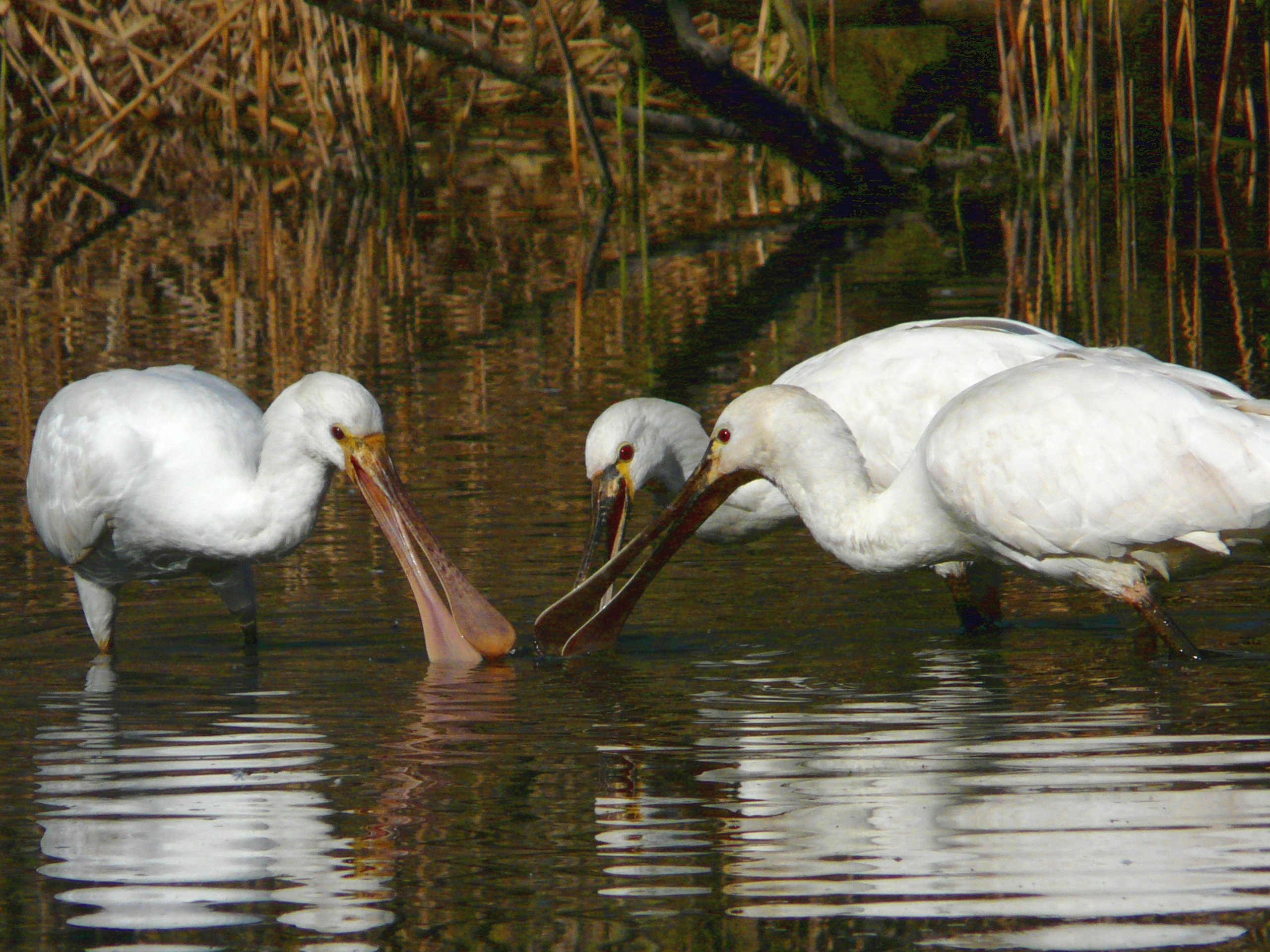
Kanalasgém

- Gémfélék (Ardeidae)

| Tudományos név                               | Magyar elnevezés | Természetvédelmi érték |
| -------------------------------------------- | ---------------- | ---------------------- |
| Botaurus stellaris                           | bölömbika        | 100 000 Ft             |
| Ixobrychus minutus                           | törpegém         | 100 000 Ft             |
| Nycticorax nycticorax                        | bakcsó           | 100 000 Ft             |
| Ardeola ralloides                            | üstökösgém       | 500 000 Ft             |
| Bubulcus ibis                                | pásztorgém       | 25 000 Ft              |
| Egretta garzetta                             | kis kócsag       | 250 000 Ft             |
| Egretta alba (Ardea alba, Casmerodius albus) | nagy kócsag      | 100 000 Ft             |
| Ardea cinerea                                | szürke gém       | 50 000 Ft              |
| Ardea purpurea                               | vörös gém        | 250 000 Ft             |

- Gólyafélék (Ciconiidae)

| Tudományos név  | Magyar elnevezés | Természetvédelmi érték |
| --------------- | ---------------- | ---------------------- |
| Ciconia nigra   | fekete gólya     | 500 000 Ft             |
| Ciconia ciconia | fehér gólya      | 100 000 Ft             |

- Íbiszfélék (Threskiornithidae)

| Tudományos név       | Magyar elnevezés | Természetvédelmi érték |
| -------------------- | ---------------- | ---------------------- |
| Plegadis falcinellus | batla            | 500 000 Ft             |
| Platalea leucorodia  | kanalasgém       | 500 000 Ft             |

- Flamingófélék (Phoenicopteridae)

| Tudományos név       | Magyar elnevezés | Természetvédelmi érték |
| -------------------- | ---------------- | ---------------------- |
| Phoenicopterus ruber | rózsás flamingó  | 50 000 Ft              |

#### Sólyomalakúak(Falconiformes)
- Vágómadárfélék (Accipitridae)

| Tudományos név                         | Magyar elnevezés | Természetvédelmi érték |
| -------------------------------------- | ---------------- | ---------------------- |
| Pernis apivorus                        | darázsölyv       | 100 000 Ft             |
| Elanus caeruleus                       | kuhi             | 50 000 Ft              |
| Milvus migrans                         | barna kánya      | 500 000 Ft             |
| Milvus milvus                          | vörös kánya      | 500 000 Ft             |
| Haliaeetus albicilla                   | rétisas          | 1 000 000 Ft           |
| Neophron percnopterus                  | dögkeselyű       | 250 000 Ft             |
| Gyps fulvus                            | fakó keselyű     | 250 000 Ft             |
| Aegypius monachus                      | barátkeselyű     | 250 000 Ft             |
| Circaetus gallicus                     | kígyászölyv      | 1 000 000 Ft           |
| Circus aeruginosus                     | barna rétihéja   | 50 000 Ft              |
| Circus cyaneus                         | kékes rétihéja   | 50 000 Ft              |
| Circus macrourus                       | fakó rétihéja    | 250 000 Ft             |
| Circus pygargus                        | hamvas rétihéja  | 500 000 Ft             |
| Accipiter gentilis                     | héja             | 50 000 Ft              |
| Accipiter nisus                        | karvaly          | 50 000 Ft              |
| Accipiter brevipes                     | kis héja         | 500 000 Ft             |
| Buteo buteo                            | egerészölyv      | 25 000 Ft              |
| Buteo rufinus                          | pusztai ölyv     | 100 000 Ft             |
| Buteo lagopus                          | gatyás ölyv      | 50 000 Ft              |
| Aquila pomarina                        | békászó sas      | 1 000 000 Ft           |
| Aquila clanga                          | fekete sas       | 500 000 Ft             |
| Aquila nipalensis                      | pusztai sas      | 250 000 Ft             |
| Aquila heliaca                         | parlagi sas      | 1 000 000 Ft           |
| Aquila chrysaetos                      | szirti sas       | 500 000 Ft             |
| Hieraaetus pennatus (Aquila pennata)   | törpesas         | 500 000 Ft             |
| Hieraaetus fasciatus (Aquila fasciata) | héjasas          | 250 000 Ft             |

- Halászsasfélék (Pandionidae)

| Tudományos név    | Magyar elnevezés | Természetvédelmi érték |
| ----------------- | ---------------- | ---------------------- |
| Pandion haliaetus | halászsas        | 500 000 Ft             |

- Sólyomfélék (Falconidae)

| Tudományos név    | Magyar elnevezés  | Természetvédelmi érték |
| ----------------- | ----------------- | ---------------------- |
| Falco naumanni    | fehérkarmú vércse | 500 000 Ft             |
| Falco tinnunculus | vörös vércse      | 50 000 Ft              |
| Falco vespertinus | kék vércse        | 500 000 Ft             |
| Falco columbarius | kis sólyom        | 50 000 Ft              |
| Falco subbuteo    | kabasólyom        | 50 000 Ft              |
| Falco eleonorae   | Eleonóra-sólyom   | 250 000 Ft             |
| Falco biarmicus   | Feldegg-sólyom    | 100 000 Ft             |
| Falco cherrug     | kerecsensólyom    | 1 000 000 Ft           |
| Falco rusticolus  | északi sólyom     | 100 000 Ft             |
| Falco peregrinus  | vándorsólyom      | 500 000 Ft             |

#### Darualakúak(Gruiformes)

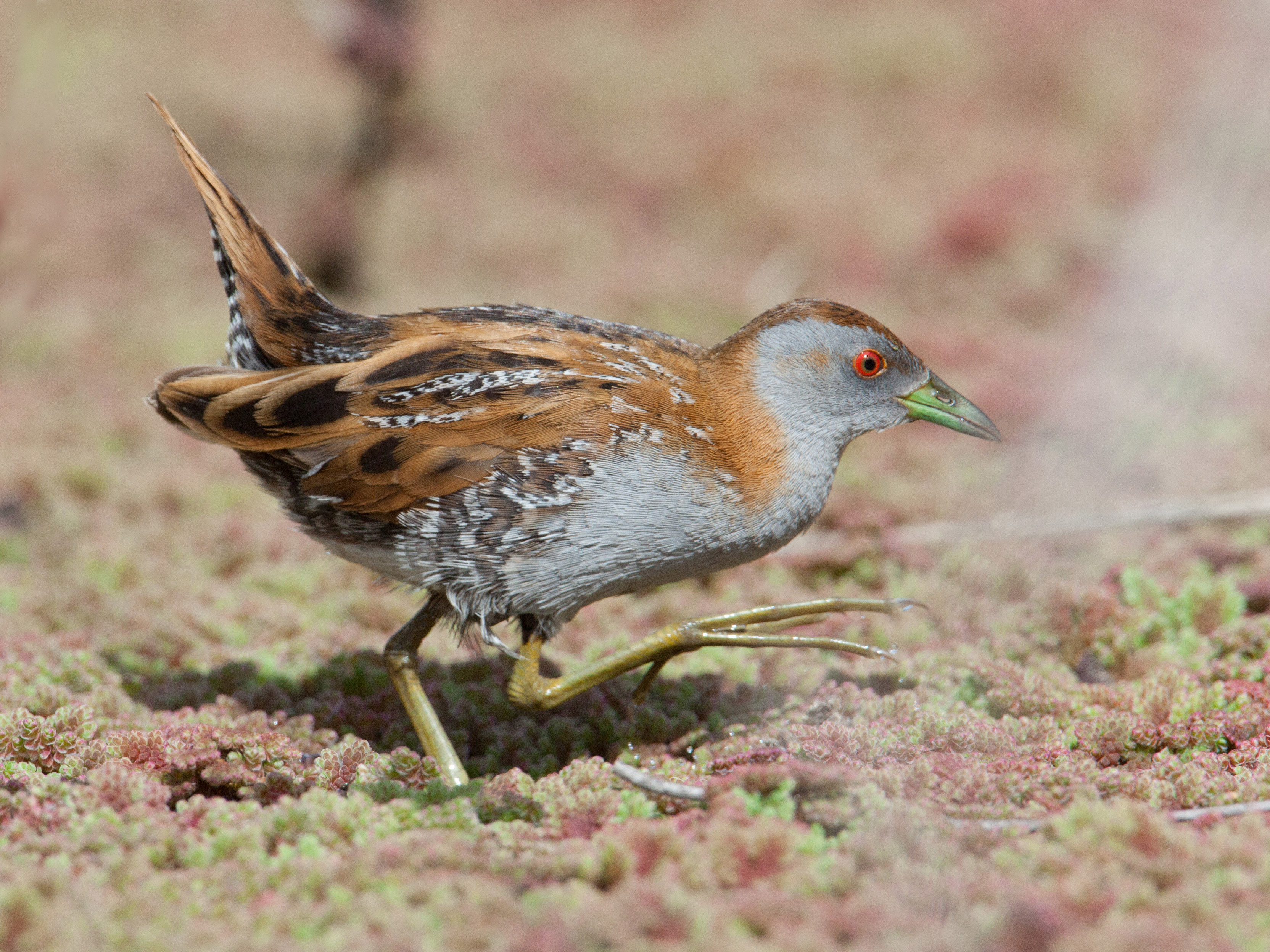
törpe vízicsibe

- Guvatfélék (Rallidae)

| Tudományos név      | Magyar elnevezés  | Természetvédelmi érték |
| ------------------- | ----------------- | ---------------------- |
| Rallus aquaticus    | guvat             | 50 000 Ft              |
| Porzana porzana     | pettyes vízicsibe | 50 000 Ft              |
| Porzana parva       | kis vízicsibe     | 50 000 Ft              |
| Porzana pusilla     | törpe vízicsibe   | 500 000 Ft             |
| Crex crex           | haris             | 500 000 Ft             |
| Gallinula chloropus | vízityúk          | 25 000 Ft              |
| Porphyrio porphyrio | kék fú            | 25 000 Ft              |

- Darufélék (Gruidae)

| Tudományos név                  | Magyar elnevezés | Természetvédelmi érték |
| ------------------------------- | ---------------- | ---------------------- |
| Grus grus                       | daru             | 50 000 Ft              |
| Anthropoides virgo (Grus virgo) | pártásdaru       | 50 000 Ft              |

#### Túzokalakúak(Otidiformes)
- Túzokfélék (Otididae)

| Tudományos név | Magyar elnevezés | Természetvédelmi érték |
| -------------- | ---------------- | ---------------------- |
| Tetrax tetrax  | reznek           | 500 000 Ft             |
| Otis tarda     | túzok            | 1 000 000 Ft           |

#### Lilealakúak(Charadriiformes)

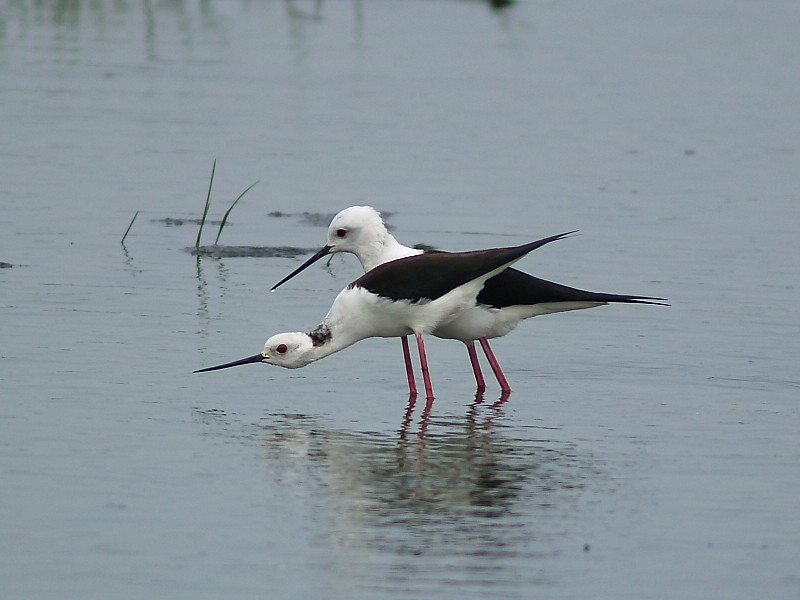
Gólyatöcs

- Csigaforgató-félék (Haematopodidae)

| Tudományos név        | Magyar elnevezés | Természetvédelmi érték |
| --------------------- | ---------------- | ---------------------- |
| Haematopus ostralegus | csigaforgató     | 25 000 Ft              |

- Gulipánfélék (Recurvirostridae)

| Tudományos név         | Magyar elnevezés | Természetvédelmi érték |
| ---------------------- | ---------------- | ---------------------- |
| Himantopus himantopus  | gólyatöcs        | 250 000 Ft             |
| Recurvirostra avosetta | gulipán          | 250 000 Ft             |

- Ugartyúkfélék (Burhinidae)

| Tudományos név      | Magyar elnevezés | Természetvédelmi érték |
| ------------------- | ---------------- | ---------------------- |
| Burhinus oedicnemus | ugartyúk         | 500 000 Ft             |

- Székicsérfélék (Glareolidae)

| Tudományos név      | Magyar elnevezés        | Természetvédelmi érték |
| ------------------- | ----------------------- | ---------------------- |
| Glareola pratincola | székicsér               | 500 000 Ft             |
| Glareola nordmanni  | feketeszárnyú székicsér | 500 000 Ft             |

- Lilefélék (Charadriidae)

| Tudományos név                           | Magyar elnevezés     | Természetvédelmi érték |
| ---------------------------------------- | -------------------- | ---------------------- |
| Charadrius dubius                        | kis lile             | 50 000 Ft              |
| Charadrius hiaticula                     | parti lile           | 25 000 Ft              |
| Charadrius alexandrinus                  | széki lile           | 1 000 000 Ft           |
| Charadrius leschenaultii                 | sivatagi lile        | 25 000 Ft              |
| Charadrius morinellus                    | havasi lile          | 50 000 Ft              |
| Pluvialis apricaria                      | aranylile            | 25 000 Ft              |
| Pluvialis squatarola                     | ezüstlile            | 25 000 Ft              |
| Vanellus spinosus (Hoplopterus spinosus) | tüskés bíbic         | 25 000 Ft              |
| Vanellus gregarius (Chettusia gregaria)  | lilebíbic            | 500 000 Ft             |
| Vanellus leucurus (Chettusia leucurá)    | fehérfarkú lilebíbic | 25 000 Ft              |
| Vanellus vanellus                        | bíbic                | 50 000 Ft              |

- Szalonkafélék (Scolopacidae)

| Tudományos név          | Magyar elnevezés      | Természetvédelmi érték |
| ----------------------- | --------------------- | ---------------------- |
| Calidris canutus        | sarki partfutó        | 25 000 Ft              |
| Calidris alba           | fenyérfutó            | 25 000 Ft              |
| Calidris minuta         | apró partfutó         | 25 000 Ft              |
| Calidris temminckii     | Temminck-partfutó     | 25 000 Ft              |
| Calidris melanotos      | vándor partfutó       | 25 000 Ft              |
| Calidris ferruginea     | sarlós partfutó       | 25 000 Ft              |
| Calidris maritima       | tengeri partfutó      | 25 000 Ft              |
| Calidris alpina         | havasi partfutó       | 25 000 Ft              |
| Limicola falcinellus    | sárjáró               | 25 000 Ft              |
| Tryngites subruficollis | cankópartfutó         | 50 000 Ft              |
| Philomachus pugnax      | pajzsos cankó         | 50 000 Ft              |
| Lymnocryptes minimus    | kis sárszalonka       | 25 000 Ft              |
| Gallinago gallinago     | sárszalonka           | 100 000 Ft             |
| Gallinago media         | nagy sárszalonka      | 250 000 Ft             |
| Limosa limosa           | nagy goda             | 500 000 Ft             |
| Limosa lapponica        | kis goda              | 25 000 Ft              |
| Numenius phaeopus       | kis póling            | 50 000 Ft              |
| Numenius tenuirostris   | vékonycsőrű póling    | 1 000 000 Ft           |
| Numenius arquata        | nagy póling           | 500 000 Ft             |
| Tringa erythropus       | füstös cankó          | 25 000 Ft              |
| Tringa totanus          | piroslábú cankó       | 250 000 Ft             |
| Tringa stagnatilis      | tavi cankó            | 250 000 Ft             |
| Tringa nebularia        | szürke cankó          | 25 000 Ft              |
| Tringa ochropus         | erdei cankó           | 25 000 Ft              |
| Tringa glareola         | réti cankó            | 25 000 Ft              |
| Xenus cinereus          | terekcankó            | 25 000 Ft              |
| Actitis hypoleucos      | billegetőcankó        | 50 000 Ft              |
| Arenaria interpres      | kőforgató             | 25 000 Ft              |
| Phalaropus lobatus      | vékonycsőrű víztaposó | 25 000 Ft              |
| Phalaropus fulicarius   | laposcsőrű víztaposó  | 25 000 Ft              |

- Halfarkasfélék (Stercorariidae)

| Tudományos név           | Magyar elnevezés      | Természetvédelmi érték |
| ------------------------ | --------------------- | ---------------------- |
| Stercorarius pomarinus   | szélesfarkú halfarkas | 25 000 Ft              |
| Stercorarius parasiticus | ékfarkú halfarkas     | 25 000 Ft              |
| Stercorarius longicaudus | nyílfarkú halfarkas   | 25 000 Ft              |
| Stercorarius skua        | nagy halfarkas        | 25 000 Ft              |

- Sirályfélék (Laridae)

| Tudományos név                                | Magyar elnevezés   | Természetvédelmi érték |
| --------------------------------------------- | ------------------ | ---------------------- |
| Larus ichthyaetus (Ichtyaetus ichtyaetus)     | halászsirály       | 25 000 Ft              |
| Larus ridibundus (Chroicocephalus ridibundus) | dankasirály        | 50 000 Ft              |
| Larus genei (Chroicocephalus genei)           | vékonycsőrű sirály | 25 000 Ft              |
| Larus melanocephalus                          | szerecsensirály    | 100 000 Ft             |
| Larus canus                                   | viharsirály        | 25 000 Ft              |
| Larus audouinii                               | korallsirály       | 50 000 Ft              |
| Larus fuscus                                  | heringsirály       | 50 000 Ft              |
| Larus argentatus                              | ezüstsirály        | 25 000 Ft              |
| Larus glaucoides                              | sarki sirály       | 25 000 Ft              |
| Larus hyperboreus                             | jeges sirály       | 25 000 Ft              |
| Larus marinus                                 | dolmányos sirály   | 25 000 Ft              |
| Larus minutus (Hydrocoloeus minutus)          | kis sirály         | 25 000 Ft              |
| Xema sabini                                   | fecskesirály       | 25 000 Ft              |
| Rissa tridactyla                              | háromujjú csüllő   | 25 000 Ft              |

- Csérfélék (Sternidae)

| Tudományos név                        | Magyar elnevezés    | Természetvédelmi érték |
| ------------------------------------- | ------------------- | ---------------------- |
| Gelochelidon nilotica                 | kacagó csér         | 50 000 Ft              |
| Sterna caspia (Hydroprogne caspia)    | lócsér              | 50 000 Ft              |
| Sterna sandvicensis                   | kenti csér          | 25 000 Ft              |
| Sterna hirundo                        | küszvágó csér       | 100 000 Ft             |
| Sterna paradisaea                     | sarki csér          | 25 000 Ft              |
| Sterna albifrons (Sternula albifrons) | kis csér            | 500 000 Ft             |
| Chlidonias hybrida                    | fattyúszerkő        | 100 000 Ft             |
| Chlidonias niger                      | kormos szerkő       | 250 000 Ft             |
| Chlidonias leucopterus                | fehérszárnyú szerkő | 250 000 Ft             |

- Alkafélék	(Alcidae)

| Tudományos név     | Magyar elnevezés | Természetvédelmi érték |
| ------------------ | ---------------- | ---------------------- |
| Alca torda         | alka             | 25 000 Ft              |
| Fratercula arctica | lunda            | 25 000 Ft              |

#### Galambalakúak(Columbiformes)
- Galambfélék (Columbidae)

| Tudományos név          | Magyar elnevezés | Természetvédelmi érték |
| ----------------------- | ---------------- | ---------------------- |
| Columba oenas           | kék galamb       | 50 000 Ft              |
| Streptopelia turtur     | vadgerle         | 50 000 Ft              |
| Streptopelia orientalis | keleti gerle     | 10 000 Ft              |

#### Kakukkalakúak(Cuculiformes)
- Kakukkfélék (Cuculidae)

| Tudományos név      | Magyar elnevezés | Természetvédelmi érték |
| ------------------- | ---------------- | ---------------------- |
| Clamator glandarius | pettyes kakukk   | 25 000 Ft              |
| Cuculus canorus     | kakukk           | 50 000 Ft              |

#### Bagolyalakúak(Strigiformes)

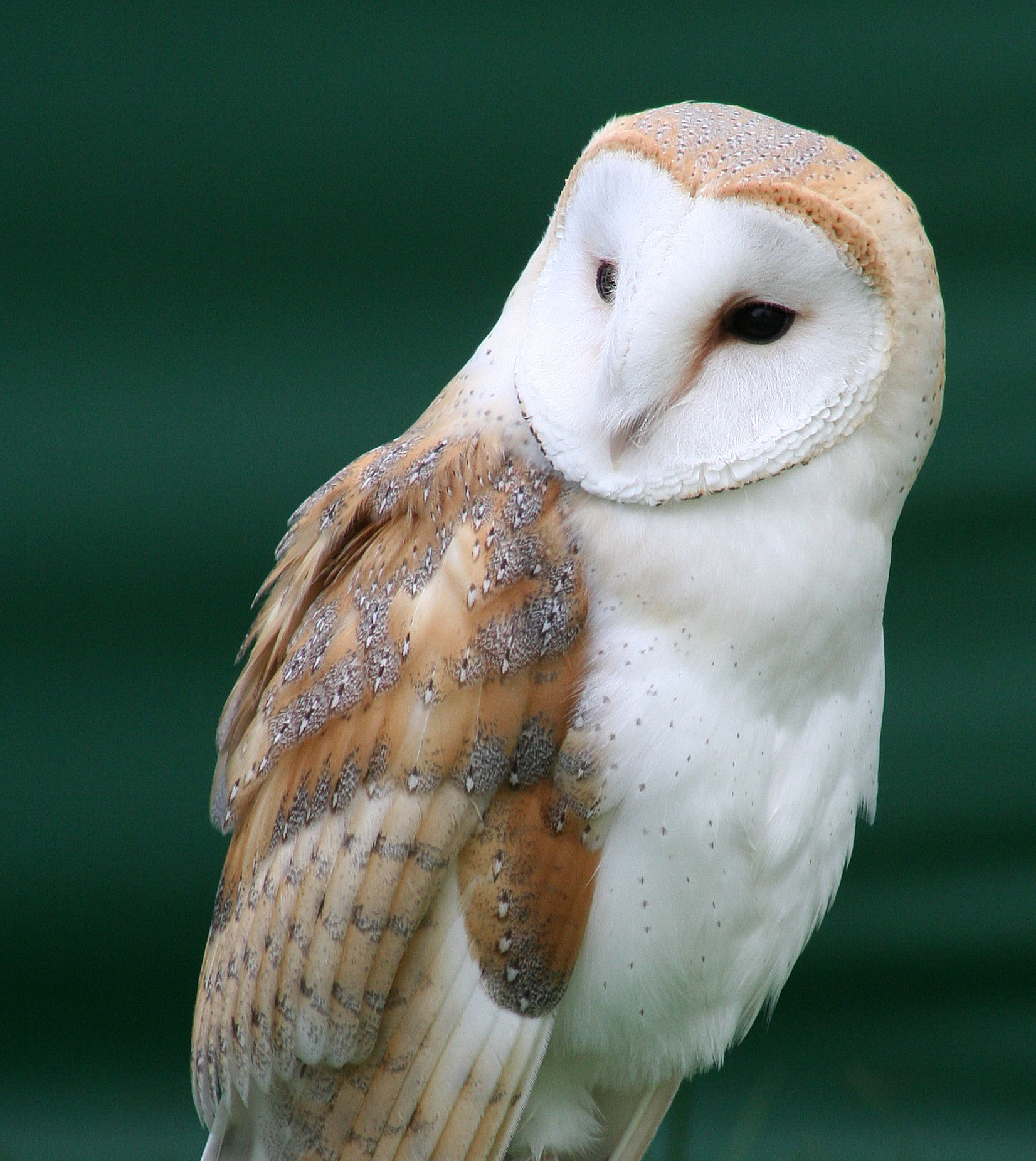
Gyöngybagoly

- Gyöngybagolyfélék (Tytonidae)

| Tudományos név | Magyar elnevezés | Természetvédelmi érték |
| -------------- | ---------------- | ---------------------- |
| Tyto alba      | gyöngybagoly     | 100 000 Ft             |

- Bagolyfélék (Strigidae)

| Tudományos név                     | Magyar elnevezés   | Természetvédelmi érték |
| ---------------------------------- | ------------------ | ---------------------- |
| Otus scops                         | füleskuvik         | 100 000 Ft             |
| Bubo bubo                          | uhu                | 500 000 Ft             |
| Bubo scandiacus (Nyctea scandiaca) | hóbagoly           | 100 000 Ft             |
| Surnia ulula                       | karvalybagoly      | 50 000 Ft              |
| Glaucidium passerinum              | európai törpekuvik | 50 000 Ft              |
| Athene noctua                      | kuvik              | 100 000 Ft             |
| Strix aluco                        | macskabagoly       | 50 000 Ft              |
| Strix uralensis                    | uráli bagoly       | 100 000 Ft             |
| Asio otus                          | erdei fülesbagoly  | 50 000 Ft              |
| Asio flammeus                      | réti fülesbagoly   | 250 000 Ft             |
| Aegolius funereus                  | gatyáskuvik        | 50 000 Ft              |

#### Lappantyúalakúak(Caprimulgiformes)
- Lappantyúfélék (Caprimulgidae)

| Tudományos név        | Magyar elnevezés  | Természetvédelmi érték |
| --------------------- | ----------------- | ---------------------- |
| Caprimulgus europaeus | európai lappantyú | 50 000 Ft              |

#### Sarlósfecske-alakúak(Apodiformes)
- Sarlósfecskefélék (Apodidae)

| Tudományos név | Magyar elnevezés     | Természetvédelmi érték |
| -------------- | -------------------- | ---------------------- |
| Apus apus      | sarlósfecske         | 25 000 Ft              |
| Apus pallidus  | halvány sarlósfecske | 25 000 Ft              |
| Apus melba     | havasi sarlósfecske  | 25 000 Ft              |

#### Szalakótaalakúak(Coraciiformes)
- Jégmadárfélék (Alcedinidae)

| Tudományos név | Magyar elnevezés | Természetvédelmi érték |
| -------------- | ---------------- | ---------------------- |
| Alcedo atthis  | jégmadár         | 50 000 Ft              |

- Gyurgyalagfélék (Meropidae)

| Tudományos név  | Magyar elnevezés | Természetvédelmi érték |
| --------------- | ---------------- | ---------------------- |
| Merops apiaster | gyurgyalag       | 100 000 Ft             |

- Szalakótafélék (Coraciidae)

| Tudományos név    | Magyar elnevezés | Természetvédelmi érték |
| ----------------- | ---------------- | ---------------------- |
| Coracias garrulus | szalakóta        | 500 000 Ft             |

- Bankafélék (Upupidae)

| Tudományos név | Magyar elnevezés | Természetvédelmi érték |
| -------------- | ---------------- | ---------------------- |
| Upupa epops    | búbos banka      | 50 000 Ft              |

#### Harkályalakúak(Piciformes)
- Harkályfélék (Picidae)

| Tudományos név       | Magyar elnevezés    | Természetvédelmi érték |
| -------------------- | ------------------- | ---------------------- |
| Jynx torquilla       | nyaktekercs         | 50 000 Ft              |
| Picus canus          | hamvas küllő        | 50 000 Ft              |
| Picus viridis        | zöld küllő          | 50 000 Ft              |
| Dryocopus martius    | fekete harkály      | 50 000 Ft              |
| Dendrocopos major    | nagy fakopáncs      | 25 000 Ft              |
| Dendrocopos syriacus | balkáni fakopáncs   | 25 000 Ft              |
| Dendrocopos medius   | Közép fakopáncs     | 50 000 Ft              |
| Dendrocopos leucotos | fehérhátú fakopáncs | 250 000 Ft             |
| Dendrocopos minor    | kis fakopáncs       | 50 000 Ft              |

#### Verébalakúak(Passeriformes)
- Pacsirtafélék (Alaudidae)

| Tudományos név            | Magyar elnevezés     | Természetvédelmi érték |
| ------------------------- | -------------------- | ---------------------- |
| Melanocorypha calandra    | kalandrapacsirta     | 25 000 Ft              |
| Calandrella brachydactyla | szikipacsirta        | 500 000 Ft             |
| Galerida cristata         | búbospacsirta        | 50 000 Ft              |
| Lullula arborea           | erdei pacsirta       | 50 000 Ft              |
| Alauda arvensis           | mezei pacsirta       | 25 000 Ft              |
| Eremophila alpestris      | havasi fülespacsirta | 50 000 Ft              |

- Fecskefélék (Hirundinidae)

| Tudományos név                     | Magyar elnevezés | Természetvédelmi érték |
| ---------------------------------- | ---------------- | ---------------------- |
| Riparia riparia                    | partifecske      | 50 000 Ft              |
| Hirundo rustica                    | füsti fecske     | 50 000 Ft              |
| Hirundo daurica (Cecropis daurica) | vörhenyes fecske | 25 000 Ft              |
| Delichon urbicum                   | molnárfecske     | 50 000 Ft              |

- Billegetőfélék(Motacillidae)

| Tudományos név     | Magyar elnevezés    | Természetvédelmi érték |
| ------------------ | ------------------- | ---------------------- |
| Anthus campestris  | parlagi pityer      | 50 000 Ft              |
| Anthus trivialis   | erdei pityer        | 25 000 Ft              |
| Anthus pratensis   | réti pityer         | 25 000 Ft              |
| Anthus cervinus    | rozsdástorkú pityer | 25 000 Ft              |
| Anthus spinoletta  | havasi pityer       | 25 000 Ft              |
| Motacilla flava    | sárga billegető     | 25 000 Ft              |
| Motacilla citreola | citrombillegető     | 25 000 Ft              |
| Motacilla cinerea  | hegyi billegető     | 50 000 Ft              |
| Motacilla alba     | barázdabillegető    | 25 000 Ft              |

- Csonttollúfélék (Bombycillidae)

| Tudományos név      | Magyar elnevezés | Természetvédelmi érték |
| ------------------- | ---------------- | ---------------------- |
| Bombycilla garrulus | csonttollú       | 25 000 Ft              |

- Vízirigófélék (Cinclidae)

| Tudományos név  | Magyar elnevezés | Természetvédelmi érték |
| --------------- | ---------------- | ---------------------- |
| Cinclus cinclus | vízirigó         | 500 000 Ft             |

- Ökörszemfélék (Troglodytidae)

| Tudományos név          | Magyar elnevezés | Természetvédelmi érték |
| ----------------------- | ---------------- | ---------------------- |
| Troglodytes troglodytes | ökörszem         | 25 000 Ft              |

- Szürkebegyfélék (Prunellidae)

| Tudományos név     | Magyar elnevezés  | Természetvédelmi érték |
| ------------------ | ----------------- | ---------------------- |
| Prunella modularis | erdei szürkebegy  | 25 000 Ft              |
| Prunella coliaris  | havasi szürkebegy | 25 000 Ft              |

- Rigófélék (Turdidae)

| Tudományos név          | Magyar elnevezés  | Természetvédelmi érték |
| ----------------------- | ----------------- | ---------------------- |
| Erithacus rubecula      | vörösbegy         | 25 000 Ft              |
| Luscinia luscinia       | nagy fülemüle     | 100 000 Ft             |
| Luscinia megarhynchos   | fülemüle          | 25 000 Ft              |
| Luscinia svecica        | kékbegy           | 50 000 Ft              |
| Tarsiger cyanurus       | kékfarkú          | 25 000 Ft              |
| Phoenicurus ochruros    | házi rozsdafarkú  | 25 000 Ft              |
| Phoenicurus phoenicurus | kerti rozsdafarkú | 50 000 Ft              |
| Saxicola rubetra        | rozsdás csuk      | 25 000 Ft              |
| Saxicola torquatus      | cigánycsuk        | 25 000 Ft              |
| Oenanthe isabellina     | pusztai hantmadár | 25 000 Ft              |
| Oenanthe oenanthe       | hantmadár         | 50 000 Ft              |
| Oenanthe pleschanka     | apácahantmadár    | 25 000 Ft              |
| Oenanthe hispanica      | déli hantmadár    | 25 000 Ft              |
| Monticola saxatilis     | kövirigó          | 500 000 Ft             |
| Monticola solitarius    | kék kövirigó      | 25 000 Ft              |
| Turdus torquatus        | örvös rigó        | 25 000 Ft              |
| Turdus merula           | fekete rigó       | 25 000 Ft              |
| Turdus pilaris          | fenyőrigó         | 25 000 Ft              |
| Turdus philomelos       | énekes rigó       | 25 000 Ft              |
| Turdus iliacus          | szőlőrigó         | 25 000 Ft              |
| Turdus viscivorus       | léprigó           | 50 000 Ft              |

- Óvilági poszátafélék (Sylviidae)

| Tudományos név                    | Magyar elnevezés       | Természetvédelmi érték |
| --------------------------------- | ---------------------- | ---------------------- |
| Cettia cetti                      | berki poszáta          | 25 000 Ft              |
| Cisticola juncidis                | szuharbújó             | 25 000 Ft              |
| Locustella naevia                 | réti tücsökmadár       | 50 000 Ft              |
| Locustella fluviatilis            | berki tücsökmadár      | 50 000 Ft              |
| Locustella luscinioides           | nádi tücsökmadár       | 50 000 Ft              |
| Acrocephalus melanopogon          | fülemülesitke          | 50 000 Ft              |
| Acrocephalus paludicola           | csíkosfejű nádiposzáta | 1 000 000 Ft           |
| Acrocephalus schoenobaenus        | foltos nádiposzáta     | 25 000 Ft              |
| Acrocephalus agricola             | rozsdás nádiposzáta    | 25 000 Ft              |
| Acrocephalus palustris            | énekes nádiposzáta     | 25 000 Ft              |
| Acrocephalus scirpaceus           | cserregő nádiposzáta   | 25 000 Ft              |
| Acrocephalus arundinaceus         | nádirigó               | 25 000 Ft              |
| Hippolais pallida (Iduna pallida) | halvány geze           | 50 000 Ft              |
| Hippolais icterina                | kerti geze             | 25 000 Ft              |
| Sylvia cantillans                 | bajszos poszáta        | 25 000 Ft              |
| Sylvia melanocephala              | kucsmás poszáta        | 25 000 Ft              |
| Sylvia nisoria                    | karvalyposzáta         | 50 000 Ft              |
| Sylvia curruca                    | kis poszáta            | 25 000 Ft              |
| Sylvia communis                   | mezei poszáta          | 25 000 Ft              |
| Sylvia borin                      | kerti poszáta          | 50 000 Ft              |
| Sylvia atricapilla                | barátposzáta           | 25 000 Ft              |
| Phylloscopus proregulus           | királyfüzike           | 25 000 Ft              |
| Phylloscopus inornatus            | vándorfüzike           | 25 000 Ft              |
| Phylloscopus bonelli              | Bonelli-füzike         | 25 000 Ft              |
| Phylloscopus sibilatrix           | sisegő füzike          | 25 000 Ft              |
| Phylloscopus collybita            | csilpcsalpfüzike       | 25 000 Ft              |
| Phylloscopus trochilus            | fitiszfüzike           | 25 000 Ft              |
| Regulus regulus                   | sárgafejű királyka     | 25 000 Ft              |
| Regulus ignicapilla               | tüzesfejű királyka     | 25 000 Ft              |

- Légykapófélék (Muscicapidae)

| Tudományos név      | Magyar elnevezés | Természetvédelmi érték |
| ------------------- | ---------------- | ---------------------- |
| Muscicapa striata   | szürke légykapó  | 50 000 Ft              |
| Ficedula parva      | kis légykapó     | 100 000 Ft             |
| Ficedula albicollis | örvös légykapó   | 25 000 Ft              |
| Ficedula hypoleuca  | kormos légykapó  | 25 000 Ft              |

- Timáliafélék (Timaliidae)

| Tudományos név    | Magyar elnevezés | Természetvédelmi érték |
| ----------------- | ---------------- | ---------------------- |
| Panurus biarmicus | barkóscinege     | 50 000 Ft              |

- Őszapófélék (Aegithalidae)

| Tudományos név      | Magyar elnevezés | Természetvédelmi érték |
| ------------------- | ---------------- | ---------------------- |
| Aegithalos caudatus | őszapó           | 25 000 Ft              |

- Cinegefélék (Paridae)

| Tudományos név                          | Magyar elnevezés  | Természetvédelmi érték |
| --------------------------------------- | ----------------- | ---------------------- |
| Parus palustris (Poecile palustris)     | barátcinege       | 25 000 Ft              |
| Parus montanus (Poecile montanus)       | kormosfejű cinege | 25 000 Ft              |
| Parus cristatus (Lophophanes cristatus) | búbos cinege      | 25 000 Ft              |
| Parus ater (Periparus ater)             | fenyvescinege     | 25 000 Ft              |
| Parus caeruleus (Cyanistes caeruleus)   | kék cinege        | 25 000 Ft              |
| Parus major                             | széncinege        | 25 000 Ft              |

- Csuszkafélék (Sittidae)

| Tudományos név | Magyar elnevezés | Természetvédelmi érték |
| -------------- | ---------------- | ---------------------- |
| Sitta europaea | csuszka          | 25 000 Ft              |

- Hajnalmadárfélék (Tichodromadidae)

| Tudományos név     | Magyar elnevezés | Természetvédelmi érték |
| ------------------ | ---------------- | ---------------------- |
| Tichodroma muraria | hajnalmadár      | 50 000 Ft              |

- Fakuszfélék (Certhiidae)

| Tudományos név        | Magyar elnevezés  | Természetvédelmi érték |
| --------------------- | ----------------- | ---------------------- |
| Certhia familiaris    | hegyi fakusz      | 25 000 Ft              |
| Certhia brachydactyla | rövidkarmú fakusz | 25 000 Ft              |

- Függőcinege-félék (Remizidae)

| Tudományos név   | Magyar elnevezés | Természetvédelmi érték |
| ---------------- | ---------------- | ---------------------- |
| Remiz pendulinus | függőcinege      | 50 000 Ft              |

- Sárgarigófélék (Oriolidae)

| Tudományos név  | Magyar elnevezés | Természetvédelmi érték |
| --------------- | ---------------- | ---------------------- |
| Oriolus oriolus | sárgarigó        | 25 000 Ft              |

- Gébicsfélék (Laniidae)

| Tudományos név   | Magyar elnevezés  | Természetvédelmi érték |
| ---------------- | ----------------- | ---------------------- |
| Lanius collurio  | tövisszúró gébics | 25 000 Ft              |
| Lanius minor     | kis őrgébics      | 50 000 Ft              |
| Lanius excubitor | nagy őrgébics     | 50 000 Ft              |
| Lanius senator   | vörösfejű gébics  | 50 000 Ft              |

- Varjúfélék (Corvidae)

| Tudományos név          | Magyar elnevezés | Természetvédelmi érték |
| ----------------------- | ---------------- | ---------------------- |
| Nucifraga caryocatactes | fenyőszajkó      | 25 000 Ft              |
| Pyrrhocorax graculus    | havasi csóka     | 25 000 Ft              |
| Pyrrhocorax pyrrhocorax | havasi varjú     | 25 000 Ft              |
| Corvus monedula         | csóka            | 50 000 Ft              |
| Corvus frugilegus       | vetési varjú     | 50 000 Ft              |
| Corvus corone corone    | kormos varjú     | 25 000 Ft              |
| Corvus corax            | holló            | 50 000 Ft              |

- Seregélyfélék (Sturnidae)

| Tudományos név                 | Magyar elnevezés | Természetvédelmi érték |
| ------------------------------ | ---------------- | ---------------------- |
| Sturnus roseus (Pastor roseus) | pásztormadár     | 50 000 Ft              |

- Verébfélék (Passeridae)

| Tudományos név         | Magyar elnevezés | Természetvédelmi érték |
| ---------------------- | ---------------- | ---------------------- |
| Passer montanus        | mezei veréb      | 25 000 Ft              |
| Montifringilla nivalis | havasipinty      | 25 000 Ft              |

- Pintyfélék (Fringillidae)

| Tudományos név                | Magyar elnevezés      | Természetvédelmi érték |
| ----------------------------- | --------------------- | ---------------------- |
| Fringilla coelebs             | erdei pinty           | 25 000 Ft              |
| Fringilla montifringilla      | fenyőpinty            | 25 000 Ft              |
| Serinus serinus               | csicsörke             | 25 000 Ft              |
| Carduelis chloris             | zöldike               | 25 000 Ft              |
| Carduelis carduelis           | tengelic              | 25 000 Ft              |
| Carduelis spinus              | csíz                  | 25 000 Ft              |
| Carduelis cannabina           | kenderike             | 25 000 Ft              |
| Carduelis flavirostris        | sárgacsőrű kenderike  | 25 000 Ft              |
| Carduelis flammea             | zsezse                | 25 000 Ft              |
| Carduelis hornemanni          | szürke zsezse         | 25 000 Ft              |
| Loxia leucoptera              | szalagos keresztcsőrű | 25 000 Ft              |
| Loxia curvirostra             | keresztcsőrű          | 25 000 Ft              |
| Carpodacus erythrinus         | karmazsinpirók        | 25 000 Ft              |
| Pinicola enucleator           | nagy pirók            | 25 000 Ft              |
| Pyrrhula pyrrhula             | süvöltő               | 25 000 Ft              |
| Coccothraustes coccothraustes | meggyvágó             | 25 000 Ft              |

- Sármányfélék (Emberizidae)

| Tudományos név                        | Magyar elnevezés   | Természetvédelmi érték |
| ------------------------------------- | ------------------ | ---------------------- |
| Calcarius lapponicus                  | sarkantyús sármány | 25 000 Ft              |
| Plectrophenax nivalis                 | hósármány          | 25 000 Ft              |
| Emberiza leucocephalos                | fenyősármány       | 25 000 Ft              |
| Emberiza citrinella                   | citromsármány      | 25 000 Ft              |
| Emberiza cirlus                       | sövénysármány      | 50 000 Ft              |
| Emberiza cia                          | bajszos sármány    | 100 000 Ft             |
| Emberiza hortulana                    | kerti sármány      | 500 000 Ft             |
| Emberiza rustica                      | erdei sármány      | 25 000 Ft              |
| Emberiza pusilla                      | törpesármány       | 25 000 Ft              |
| Emberiza schoeniclus                  | nádi sármány       | 25 000 Ft              |
| Emberiza melanocephala                | kucsmás sármány    | 25 000 Ft              |
| Emberiza calandra (Miliaria calandra) | sordély            | 25 000 Ft              |

### Emlősök(Mammalia)

#### Méhlepényesek(Placentalia)
- Sünalakúak (Erinaceomorpha)
  - Sünfélék (Erinaceidae)

| Tudományos név     | Magyar elnevezés | Természetvédelmi érték |
| ------------------ | ---------------- | ---------------------- |
| Erinaceus concolor | keleti sün       | 25 000 Ft              |

- Cickányalakúak (Soricomorpha)

Cickányfélék (Soricidae)
| Tudományos név       | Magyar elnevezés       | Természetvédelmi érték |
| -------------------- | ---------------------- | ---------------------- |
| Crocidura leucodon   | mezei cickány          | 25 000 Ft              |
| Crocidura suaveolens | keleti cickány         | 25 000 Ft              |
| Neomys anomalus      | Miller-vízicickány     | 50 000 Ft              |
| Neomys fodiens       | közönséges vízicickány | 50 000 Ft              |
| Sorex alpinus        | havasi cickány         | 50 000 Ft              |
| Sorex araneus        | erdei cickány          | 25 000 Ft              |
| Sorex minutus        | törpecickány           | 25 000 Ft              |

Vakondfélék (Talpidae)
| Tudományos név | Magyar elnevezés | Természetvédelmi érték |
| -------------- | ---------------- | ---------------------- |
| Talpa europaea | vakond           | 25 000 Ft              |

- Kis denevérek (Microchiroptera)

Patkósdenevér-félék (Rhinolophidae)
| Tudományos név            | Magyar elnevezés          | Természetvédelmi érték |
| ------------------------- | ------------------------- | ---------------------- |
| Rhinolophus euryale       | kereknyergű patkósdenevér | 250 000 Ft             |
| Rhinolophus ferrumequinum | nagy patkósdenevér        | 100 000 Ft             |
| Rhinolophus hipposideros  | kis patkósdenevér         | 50 000 Ft              |

Simaorrúdenevér-félék (Vespertilionidae)

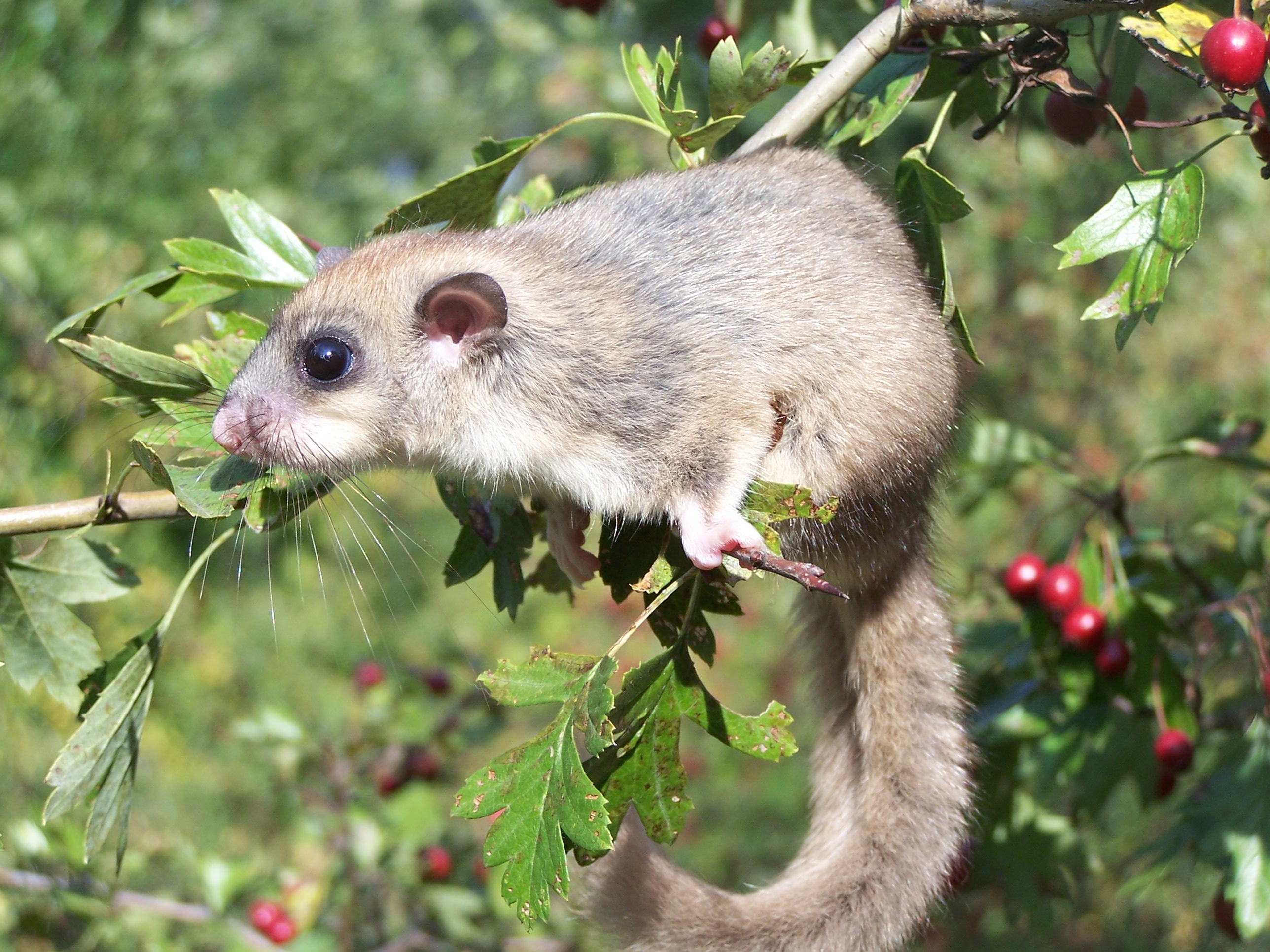
Nagy pele

| Tudományos név            | Magyar elnevezés            | Természetvédelmi érték |
| ------------------------- | --------------------------- | ---------------------- |
| Barbastella barbastellus  | nyugati piszedenevér        | 100 000 Ft             |
| Eptesicus nilssonii       | északi késeidenevér         | 25 000 Ft              |
| Eptesicus serotinus       | közönséges késeidenevér     | 25 000 Ft              |
| Hypsugo savii             | alpesi denevér              | 50 000 Ft              |
| Miniopterus schreibersii  | hosszúszárnyú denevér       | 250 000 Ft             |
| Myotis alcathoe           | nimfadenevér                | 50 000 Ft              |
| Myotis bechsteinii        | nagyfülű denevér            | 100 000 Ft             |
| Myotis blythii            | hegyesorrú denevér          | 50 000 Ft              |
| Myotis brandtii           | Brandt-denevér              | 50 000 Ft              |
| Myotis dasycneme          | tavi denevér                | 100 000 Ft             |
| Myotis daubentonii        | vízi denevér                | 50 000 Ft              |
| Myotis emarginatus        | csonkafülű denevér          | 100 000 Ft             |
| Myotis myotis             | közönséges denevér          | 50 000 Ft              |
| Myotis mystacinus         | bajuszos denevér            | 50 000 Ft              |
| Myotis nattereri          | horgasszőrű denevér         | 50 000 Ft              |
| Nyctalus lasiopterus      | óriás koraidenevér          | 500 000 Ft             |
| Nyctalus leisleri         | szőröskarú koraidenevér     | 50 000 Ft              |
| Nyctalus noctula          | rőt koraidenevér            | 25 000 Ft              |
| Pipistrellus kuhlii       | fehérszélű törpedenevér     | 50 000 Ft              |
| Pipistrellus nathusii     | durvavitorlájú törpedenevér | 25 000 Ft              |
| Pipistrellus pipistrellus | közönséges törpedenevér     | 25 000 Ft              |
| Pipistrellus pygmaeus     | szoprán törpedenevér        | 25 000 Ft              |
| Plecotus auritus          | barna hosszúfülű-denevér    | 50 000 Ft              |
| Plecotus austriacus       | szürke hosszúfülű-denevér   | 50 000 Ft              |
| Vespertilio murinus       | fehértorkú denevér          | 50 000 Ft              |

- Rágcsálók (Rodentia)

Mókusfélék (Sciuridae)
| Tudományos név        | Magyar elnevezés | Természetvédelmi érték |
| --------------------- | ---------------- | ---------------------- |
| Sciurus vulgaris      | mókus            | 25 000 Ft              |
| Spermophilus citellus | ürge             | 250 000 Ft             |

Hódfélék (Castoridae)
| Tudományos név | Magyar elnevezés | Természetvédelmi érték |
| -------------- | ---------------- | ---------------------- |
| Castor fiber   | eurázsiai hód    | 50 000 Ft              |

Pocokfélék (Microtidae)
| Tudományos név     | Magyar elnevezés | Természetvédelmi érték |
| ------------------ | ---------------- | ---------------------- |
| Microtus agrestis  | csalitjáró pocok | 25 000 Ft              |
| Microtus oeconomus | északi pocok     | 500 000 Ft             |

Pelefélék (Gliridae)
| Tudományos név           | Magyar elnevezés | Természetvédelmi érték |
| ------------------------ | ---------------- | ---------------------- |
| Dryomys nitedula         | erdei pele       | 100 000 Ft             |
| Glis glis (Myoxus glis)  | nagy pele        | 50 000 Ft              |
| Muscardinus avellanarius | mogyorós pele    | 50 000 Ft              |

Egérfélék (Muridae)
| Tudományos név   | Magyar elnevezés | Természetvédelmi érték |
| ---------------- | ---------------- | ---------------------- |
| Micromys minutus | törpeegér        | 25 000 Ft              |

Ugróegérfélék (Dipodidae)
| Tudományos név   | Magyar elnevezés   | Természetvédelmi érték |
| ---------------- | ------------------ | ---------------------- |
| Sicista subtilis | csíkos szöcskeegér | 1 000 000 Ft           |

Földikutyafélék (Spalacidae)
| Tudományos név       | Magyar elnevezés   | Természetvédelmi érték |
| -------------------- | ------------------ | ---------------------- |
| Nannospalax leucodon | nyugati földikutya | 1 000 000 Ft           |

- Ragadozók (Carnivora)

Kutyafélék (Canidae)
| Tudományos név | Magyar elnevezés | Természetvédelmi érték |
| -------------- | ---------------- | ---------------------- |
| Canis lupus    | farkas           | 250 000 Ft             |

Medvefélék (Ursidae)
| Tudományos név | Magyar elnevezés | Természetvédelmi érték |
| -------------- | ---------------- | ---------------------- |
| Ursus arctos   | barna medve      | 250 000 Ft             |

Menyétfélék (Mustelidae)
| Tudományos név     | Magyar elnevezés | Természetvédelmi érték |
| ------------------ | ---------------- | ---------------------- |
| Mustela erminea    | hermelin         | 50 000 Ft              |
| Mustela nivalis    | menyét           | 25 000 Ft              |
| Mustela eversmanii | molnárgörény     | 50 000 Ft              |
| Martes martes      | nyuszt           | 50 000 Ft              |
| Lutra lutra        | vidra            | 250 000 Ft             |

Macskafélék (Felidae)
| Tudományos név   | Magyar elnevezés | Természetvédelmi érték |
| ---------------- | ---------------- | ---------------------- |
| Felis silvestris | vadmacska        | 250 000 Ft             |
| Lynx lynx        | hiúz             | 500 000 Ft             |